# Gestion des déchets
Pour un article plus général, voir Déchet.
La gestion des déchets, une des branches de la rudologie appliquée, regroupe la collecte, le négoce et courtage, le transport, le traitement (le traitement des rebuts), la réutilisation ou l'élimination des déchets, habituellement ceux issus des activités humaines. Cette gestion vise à réduire leurs effets sur la santé humaine et environnementale et le cadre de vie. Un accent est mis depuis quelques décennies sur la réduction de l'effet des déchets sur la nature et l'environnement et sur leur valorisation dans une perspective d'économie circulaire.
Tous les déchets sont concernés (solides, liquides ou gazeux, toxiques, dangereux, etc.), chacun possédant sa filière spécifique. Les modes de gestion diffèrent selon que l'on se trouve dans un pays développé ou en développement, dans une ville ou dans une zone rurale, que l'on ait affaire à un particulier, un industriel ou un commerçant. Les déchets non dangereux sont habituellement gérés sous la responsabilité des autorités locales, alors que les déchets des commerces et de l'industrie tendent à l'être sous leur propre responsabilité : on parle de « responsabilité élargie du producteur » (REP).

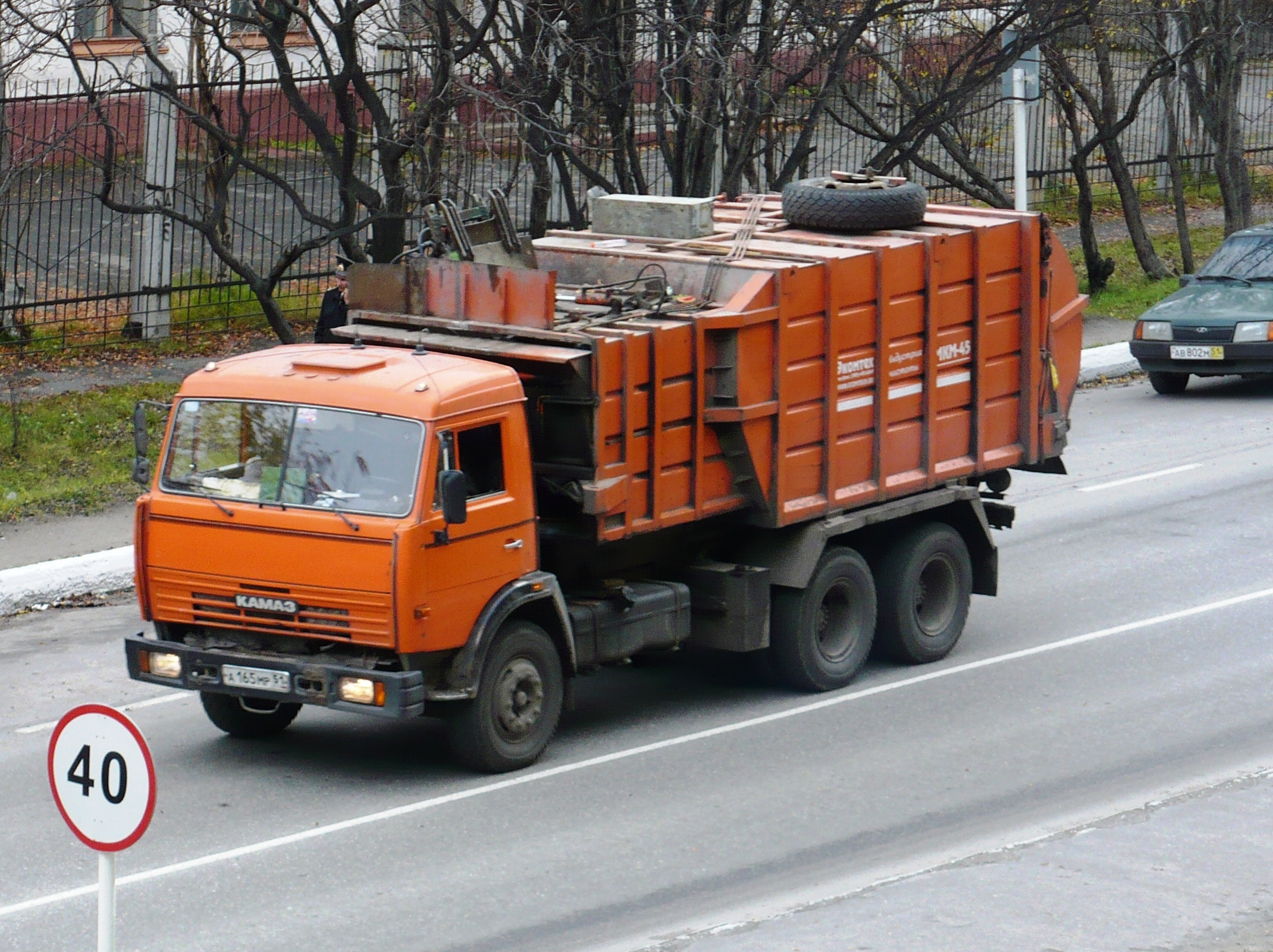
Camion-poubelle à Severomorsk (Russie, 2010).

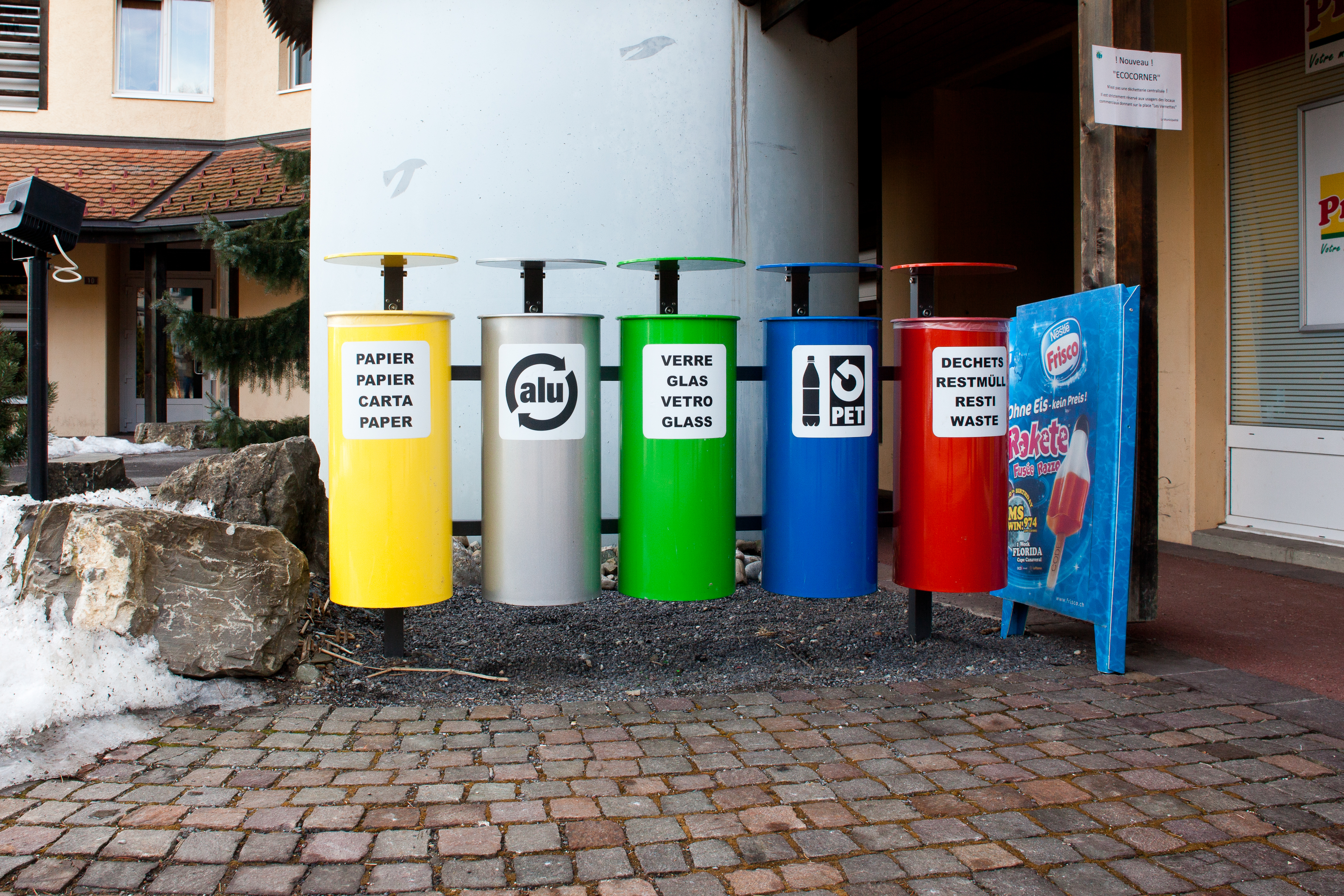
Dispositif de tri des déchets (Suisse).

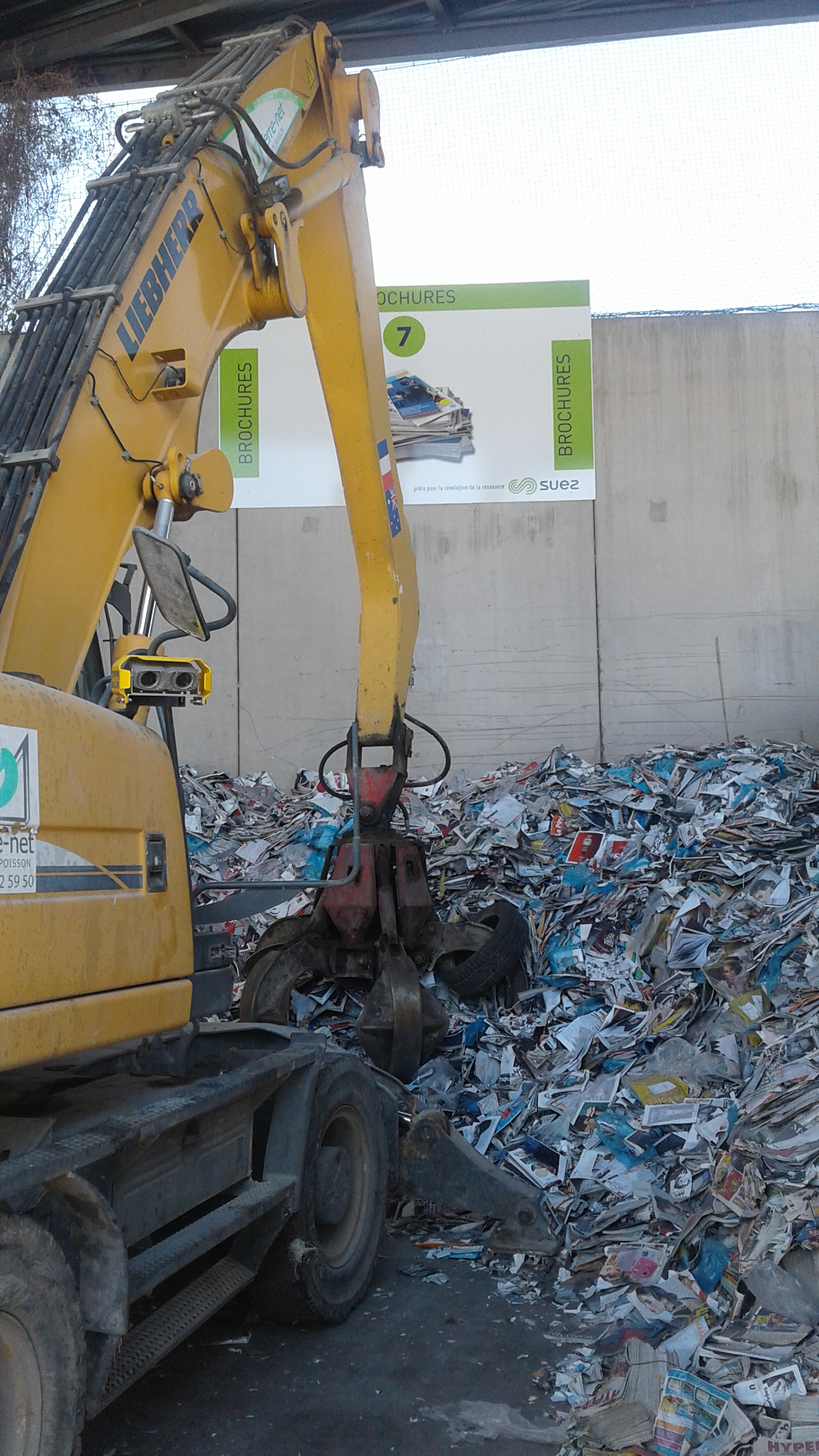
Pelle à grappin.

## Histoire

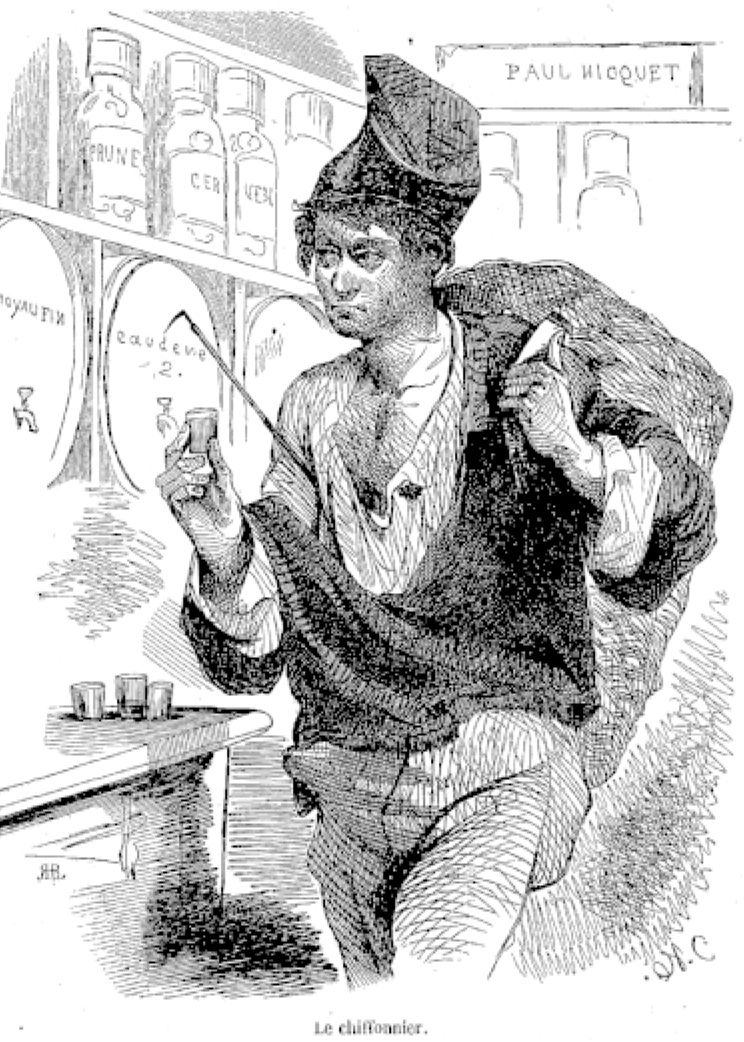
Un chiffonnier parisien au café, gravure de 1852 : on distingue son sac et le crochet qu'il utilise pour fouiller les déchets.

Le tri et le traitement des déchets a longtemps été pris en charge par les populations elles-mêmes.
Les résidus d’artisanats étaient récupérés (métaux refondus, vieux chiffons et puis papiers pour la pâte à papier, etc.), le reste n’était qu’organique (c'est-à-dire composé de matière naturelle et rapidement biodégradable) et venait en campagne compléter les engrais ou la nourriture des animaux, tandis qu’en ville les caniveaux ou autres terrains vagues récoltaient des détritus peu polluants.
La première révolution industrielle a transformé les villes qui sont devenus des sources énormes de matières premières, ce qui a entraîné l'apparition de deux métiers spécifiques : le vidangeur qui récupère l'urine et les excréments dans les fosses d'aisance et les revend comme engrais aux paysans, ainsi que les boues de rues qui permettent l'essor du maraîchage ; le chiffonnier qui, par le recyclage des déchets, participe à l'essor de l'industrialisation.
Alors que ces deux métiers disparaissent peu à peu au XXe siècle (l'industrie utilisant de plus en plus les matières plastiques et l'agriculture les engrais issus de la carbochimie), le système des décharges se généralise. Il consistait à stocker dans un lieu, généralement loin des habitations, des déchets plus importants et non biodégradables à court terme (vieux mobilier, métaux, gravats , etc.). Dans l’antiquité, des décharges, ou dépotoirs, existaient déjà (ce qui permet aujourd’hui aux archéologues de retrouver poteries, bijoux, etc.). Mais le système des décharges est devenu au fil des siècles le moyen de se débarrasser de plus en plus des déchets, sans préoccupation pour l’environnement (odeurs, émissions de gaz comme le méthane et l'hydrogène sulfuré, risque d’incendie, pollution des terres). La France a connu une décharge dans quasiment chaque commune, recouverte par la suite et souvent volontairement oubliée ; l'une des dernières grandes décharges est celle de Marseille.
À partir des années 1960, l’incinération s’est développée en raison d'une offre nouvelle de matériel pouvant brûler des quantités importantes de déchets, et en réponse à la difficulté croissante de trouver des sites de décharge. L’incinération a de nombreuses conséquences environnementales qui, longtemps, n'ont pas été prises en compte, et elle génère comme les décharges des oppositions fréquentes. L'idée que les déchets sont une ressource à exploiter, plus que des rebuts dont il faut se débarrasser se développe (économie circulaire, lutte contre le gaspillage). Il est possible par exemple d'en extraire des matières premières (cas des mâchefers, résidus de l'incinération des ordures ménagères réutilisés en technique routière) et les recycler, de composter ou méthaniser certains déchets, ou d'en brûler pour produire de l'électricité et alimenter un réseau de chaleur. Ainsi, depuis quelques années[Quand ?], des alternatives aux décharges et à l'incinération voient le jour, mais sont encore peu mises en place : tri mécanobiologique, pyrolyse, gazéification, etc. Dans le même temps, associations et pouvoirs publics tentent de réduire à la source la production de déchets qui est en augmentation croissante depuis l'après-guerre. La réduction des déchets est considérée par beaucoup comme l'un des meilleurs traitements existants.

## Activité à risque et réglementée
La gestion des déchets (collecte + traitement) est une activité à risques où les salariés sont potentiellement exposés à des risques chimiques, biologiques, physiques, organisationnels et routiers. Par exemple, certains salariés sont exposés à des matières à risques ou à des bioaérosols pouvant être allergènes ou contenir des pathogènes ou particules indésirables,,,. Les personnes exposées aux fumées d'incinération et il existe des maladies professionnelles « dues au tri des déchets »,.
Ainsi en France selon l'Institut national de recherche et de sécurité (INRS), le taux de fréquence d'accident avec arrêt de travail est de 44 (avec un taux de gravité de 1,88) pour l'ensemble du secteur (collecte + traitement) alors qu'il n'est que de 25 (avec un taux de gravité de 1,06) pour l'ensemble des activités affiliées au RGSS (Régime général de la sécurité sociale).
En raison de ces risques, les installations de traitement de déchets sont généralement classées, encadrées par une réglementation spécifique et contrôlées par l'État (ex. : régime des ICPE (installation classée pour la protection de l'environnement, qui désigne toute installation industrielle ou agricole susceptible de créer des risques ou provoquer des pollutions ou nuisances pour la sécurité et la santé des riverains) en France impliquant autorisation, enregistrement ou déclaration).

## Principes de gestion des déchets

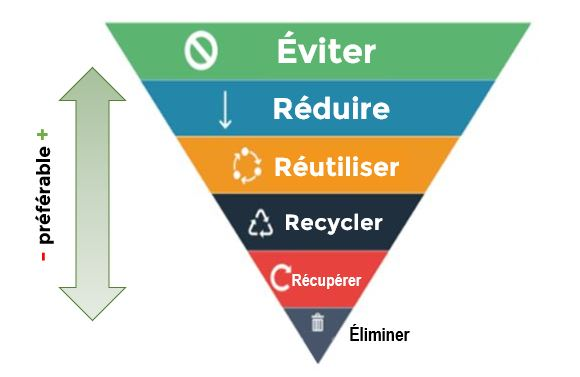
La hiérarchie de la gestion des déchets commence par les actions de prévention.

Plusieurs principes guident la gestion des déchets, dont l'usage varie selon les pays ou les régions.

### Principe de responsabilité
Il peut inclure celui de pollueur-payeur. Par exemple, concernant les déchets radioactifs, l'industrie nucléaire russe a obtenu de ses autorités de tutelle le principe « pay and forget » autorisant un exploitant (ex. : Rosatom via sa filiale Rosenergoatom) de « se libérer de la responsabilité de la gestion des déchets par le versement d’une soulte ; en France, les propriétaires des déchets en conserveront la propriété, et donc la responsabilité, même lorsque ceux-ci auront été stockés ».

### Hiérarchies des stratégies et des usages
La règle des trois R préconise de réduire, réutiliser et recycler.
Cette hiérarchie des stratégies a évolué depuis les années 1990 mais le concept sous-jacent demeure la pierre angulaire de la plupart des stratégies de gestion des déchets : réutiliser au maximum en générant le minimum de rebuts.
En 2010, Tim Laseter, Anton Ovchinnikov et Gal Raz, professeurs à la Darden School of Business de l'université de Virginie, aux États-Unis, ont proposé d'ajouter un « quatrième R » : « Re-penser » dans leur étude publiée dans la revue Strategy+business, « Reduce, Reuse, Recycle… or Rethink ». Ils insistent sur les faiblesses du système actuel et proposent qu'un regard totalement différent soit porté sur les déchets afin de progresser dans la pensée d'un système parfaitement efficace.
Certaines solutions « repensées » sont contre-intuitives ; ainsi dans l'industrie textile pour réduire la quantité de papier gaspillée pour les patrons, il a été conseillé de les découper dans de plus grandes feuilles pour valoriser les chutes en y découpant les petites pièces du patron. Ainsi, il y a une réduction du résidu global. Ce type de solution vaut pour d'autres secteurs.
La réduction à la source nécessite des efforts pour réduire les déchets toxiques et d'autres résidus en modifiant les processus de fabrication, les apports de matières premières et la composition des produits (écoconception). Parfois le principe de « prévention de la pollution » indique en fait la mise en œuvre d'une politique de réduction à la source.
En complément, l'incitation à la réutilisation et au recyclage diminuent le flux de déchets ultimes. Dans le monde, diverses villes et collectivités ont mis en place des taxes dont le montant est fonction des quantités d'ordures déposées (Paye ce que tu jettes : Pay As You Throw - PAYT, aux États-Unis) qui se sont révélées efficaces pour réduire le volume des déchets urbains.
L'efficacité des politiques de réduction à la source se mesure à l'importance de la réduction de la production de déchets. Une autre approche, plus controversée, est de considérer la réduction de l'utilisation de substances toxiques. On s'intéresse ici à réduire l'utilisation de substances toxiques, alors même que la tendance est plutôt à la hausse. Cette approche, dans laquelle c'est le principe de précaution qui est mis en avant, rencontre une vive opposition des industries chimiques. Elles accusent cette démarche de stigmatiser les produits chimiques. Certains États américains, comme le Massachusetts, le New Jersey et l'Oregon ont mis en place des politiques de réduction des déchets toxiques.

### Ressource à valoriser

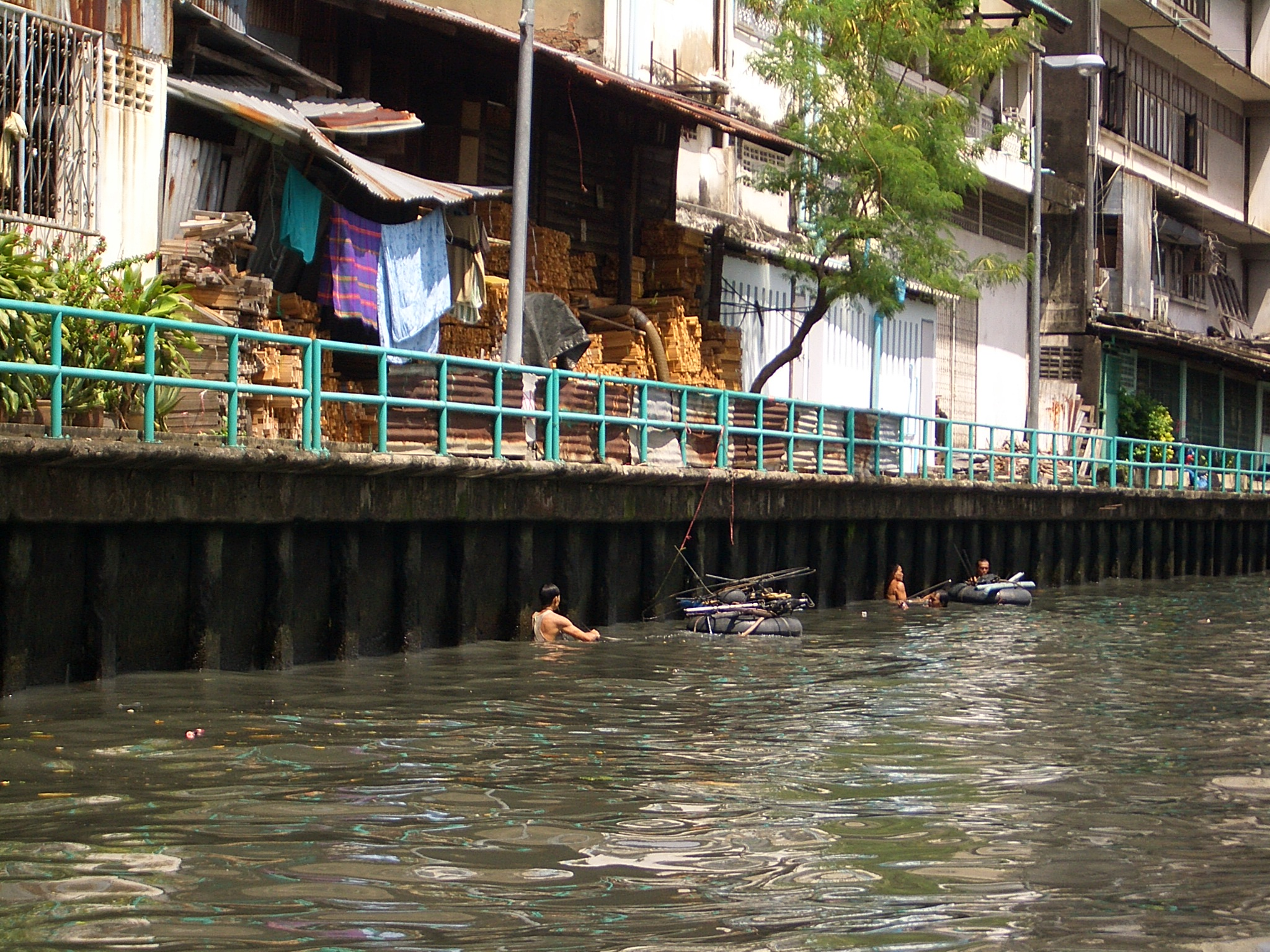
Récupération de métal pour la vente au fond d'un khlong de Bangkok (2007).

Une idée relativement récente consiste à considérer les déchets comme une ressource à exploiter et non comme des rebuts dont il faut se débarrasser. Les méthodes pour produire de nouvelles ressources à partir de déchets sont diverses et nombreuses : par exemple on peut extraire les matières premières des déchets puis les recycler, ou les brûler pour produire de l'électricité ou de la chaleur via un réseau de chaleur. Ces méthodes sont en plein développement, grâce notamment aux apports des nouvelles technologies.
Ce processus de valorisation des déchets s'appelle valorisation matière, ou recyclage, si on récupère des matériaux réutilisables, et valorisation énergétique si on obtient à la place de l'énergie. Traiter les déchets comme des matières premières devient de plus en plus courant, en particulier dans les agglomérations où l'espace pour ouvrir de nouvelles décharges se raréfie. L'opinion publique évolue sérieusement vers la position estimant que, sur le long terme, on ne peut pas se contenter de se débarrasser des déchets alors que les matières premières ne sont disponibles qu'en quantité limitée.
Dans certains pays en voie de développement la valorisation des déchets a déjà lieu : des hommes trient à la main les montagnes de déchets pour récupérer les matériaux qui peuvent être revendus sur le marché de la récupération. Ces travailleurs non reconnus appelés collecteurs de déchets sont la partie cachée de ce secteur d'activité mais jouent un rôle important pour réduire la charge de travail des services municipaux de gestion des déchets. De plus en plus leur contribution à la préservation de l'environnement est reconnue et on essaie de les intégrer au système officiel de gestion des déchets, ce qui est d'une part utile mais aussi permet de réduire la pauvreté urbaine. Néanmoins le coût très élevé de ces activités en termes de retombées sur la vie humaine (maladies, accidents et espérance de vie réduite au contact de substances toxiques ou contaminées) ne serait pas toléré dans un pays développé.

### Recyclage

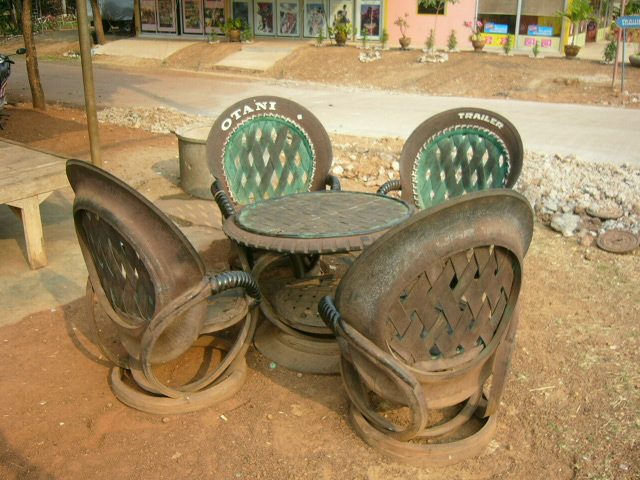
Pneus transformés en fauteuils en Thaïlande (2007).

Le recyclage est un procédé par lequel les matériaux qui composent un produit en fin de vie (généralement des déchets industriels ou ménagers) sont réutilisés en tout ou en partie. Pour la plupart des gens dans les pays développés, le recyclage regroupe la récupération et la réutilisation des divers déchets ménagers. Ceux-ci sont collectés et triés en différentes catégories pour que les matières premières qui les composent soient réutilisées (recyclées).
Dans les pays développés, les articles de consommation les plus couramment recyclés sont les canettes en aluminium, le fer, les boîtes de conserve et les bombes aérosol, les bouteilles en plastique PEHD et PET, les bouteilles et pots en verre, le carton, les journaux, et les magazines. Les autres types de plastiques : PVC, PEBD, PP et PS (cf. les codes d'identification des plastiques) sont aussi recyclables mais pas couramment collectés. Ces objets sont souvent composés d'un seul type de matériau, ce qui facilite leur recyclage.

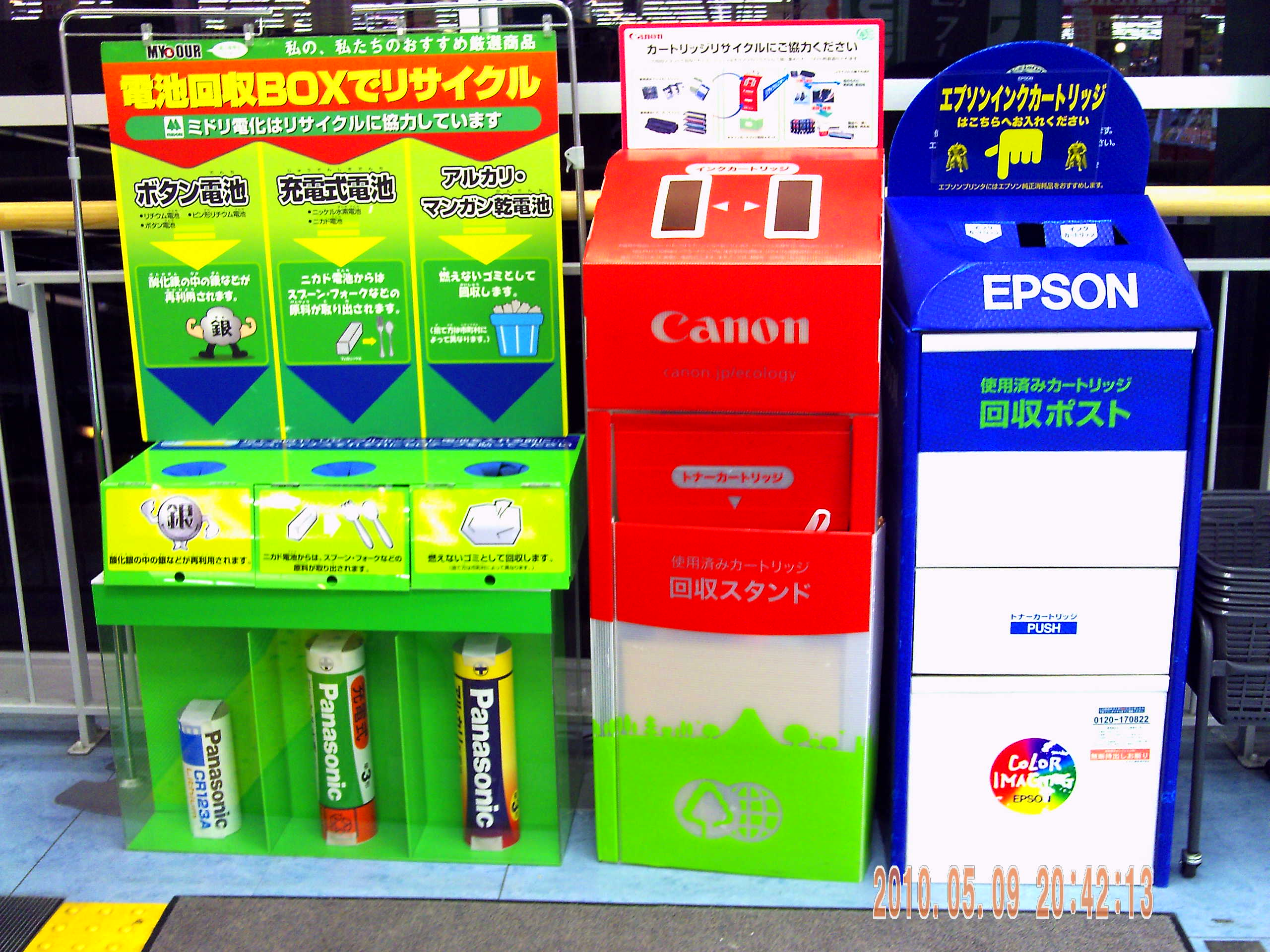
Boîtes pour le recyclage de piles et d'autres éléments dans un supermarché du Japon (2010).

Le recyclage des ordinateurs obsolètes et des équipements électroniques est important mais plus coûteux à cause des problèmes de séparation et d'extraction des composants. Beaucoup de déchets électroniques sont envoyés en Asie, où la récupération de l'or et du cuivre peuvent générer des problèmes environnementaux car les écrans contiennent du plomb et des métaux lourds, tels le sélénium et le cadmium, comme on en trouve fréquemment dans les composants électroniques.
En Espagne, les trois quarts des déchets électroniques confiés au recyclage sont détournés vers le tiers monde.
De plus en plus de composants électroniques usagés se retrouvent dans des produits neufs, y compris à risques comme des avions ou des appareils médicaux.
Interpol dédie une équipe à la poursuite du trafic international de recyclage électronique.
Les matériaux recyclés ou usagés sont en concurrence avec les nouveaux matériaux. Le coût de collecte et de tri des matériaux explique qu'ils soient souvent aussi chers, voire davantage, que les matériaux neufs. C'est ce qu'on constate la plupart du temps dans les pays développés, où les industries produisant les matières premières, en place depuis longtemps, sont bien optimisées. Certaines pratiques, comme la récupération informelle des déchets, peuvent rendre le recyclage encore moins rentable, en prélevant les matériaux ayant le plus de valeur (comme les cannettes d'aluminium). Dans certains pays, les programmes de recyclage sont subventionnés par les consignes sur les emballages (voir la législation sur les consignes d'emballages).
Le marché du recyclage des épaves d'automobiles est aussi dépendant du cours du métal brut sauf si la législation l'impose (comme en Allemagne).
Cependant la plupart des systèmes économiques ne prennent pas en compte la différence d'impact sur l'environnement du recyclage des matériaux comparé à l'extraction de matériaux vierges. En général beaucoup moins d'énergie, d'eau et d'autres ressources sont nécessaires pour recycler les matériaux que pour en produire de nouveaux. Par exemple, quand une tonne de canettes en aluminium est recyclée, on économise l'extraction d'environ cinq tonnes de minerai de bauxite[réf. incomplète]. On évite également le rejet dans l'atmosphère de 15,17 tonnes de gaz à effet de serre. Recycler de l'acier n'utilise que 5 % de l'énergie nécessaire pour raffiner du minerai brut[réf. incomplète].
Dans certains pays, les matériaux à recycler sont collectés séparément des ordures ménagères, des conteneurs dédiés et des tournées de ramassages étant prévus à cet effet. Les autres systèmes de gestion des déchets récupèrent ces matériaux dans la masse des autres déchets. Cela permet en général de récupérer plus que lorsqu'un tri sélectif est effectué par les consommateurs, mais la mise en œuvre est plus complexe et chère.

## Techniques de gestion des déchets
Traditionnellement, la gestion des déchets urbains, industriels et commerciaux consiste à les récupérer puis à les stocker. Certains matériels permettent d'en faciliter le stockage et le transport (Presse à balles). Une fois collectés, divers traitements peuvent leur être appliqués. Le but de ces traitements peut être de réduire leur dangerosité, de valoriser les matériaux qu'ils contiennent (métaux, par exemple) par le recyclage, de produire de l'énergie ou encore de réduire leur volume, pour pouvoir en disposer plus facilement.
Les méthodes de récupération varient beaucoup selon les pays et les régions, et il est impossible de les décrire toutes. Ainsi, en Australie, la plupart des foyers urbains ont une poubelle de 240 litres qui est vidée chaque semaine par les autorités locales. Beaucoup de régions, surtout dans les pays les moins développés, n'ont pas de système structuré de récupération des déchets.
Dans les agglomérations canadiennes, le tri sélectif est la méthode la plus répandue de récupération des déchets et/ou des recyclables et des déchets organiques suivant un planning défini. Dans certaines régions rurales, les habitants amènent leurs ordures dans des lieux de collecte. Les déchets ainsi récoltés sont ensuite transportés vers une décharge régionale.
Les méthodes de stockage varient aussi beaucoup également. En Australie et Nouvelle-Zélande les déchets solides sont encore couramment stockés en décharge, car le pays est vaste et la densité de population, faible. À l'opposé, au Japon, il est plus fréquent d'incinérer les déchets car le pays est petit et la population dense.

### Collecte des déchets
La collecte des déchets ménagers se fait en général au moyen de camions-poubelles, qui se rendent à chaque point de production de déchets pour ramasser les ordures (collecte de type « porte-à-porte »). On trouve également des systèmes de collecte où un réseau centralise les déchets, comme la collecte pneumatique des déchets.
La collecte automatisée par des camions possédant un bras articulé tend à se généraliser dans certains pays. Le nombre d'ouvriers nécessaires à la collecte passe alors à un : le machiniste aura la double charge de conduire le camion et diriger le bras articulé.

Collecte automatisée des déchets.
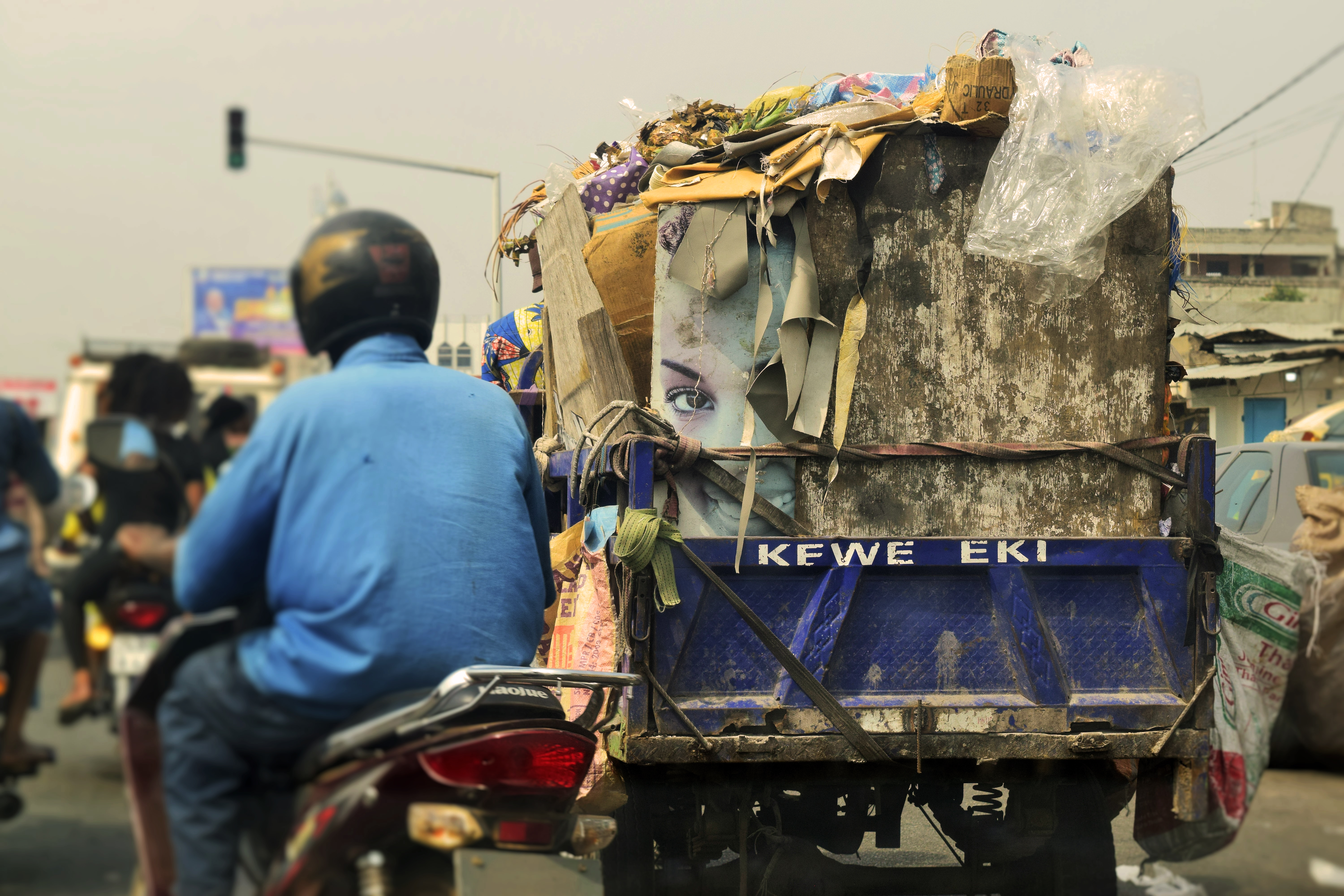
Collecte des déchets à Cotonou (Bénin), 2018.
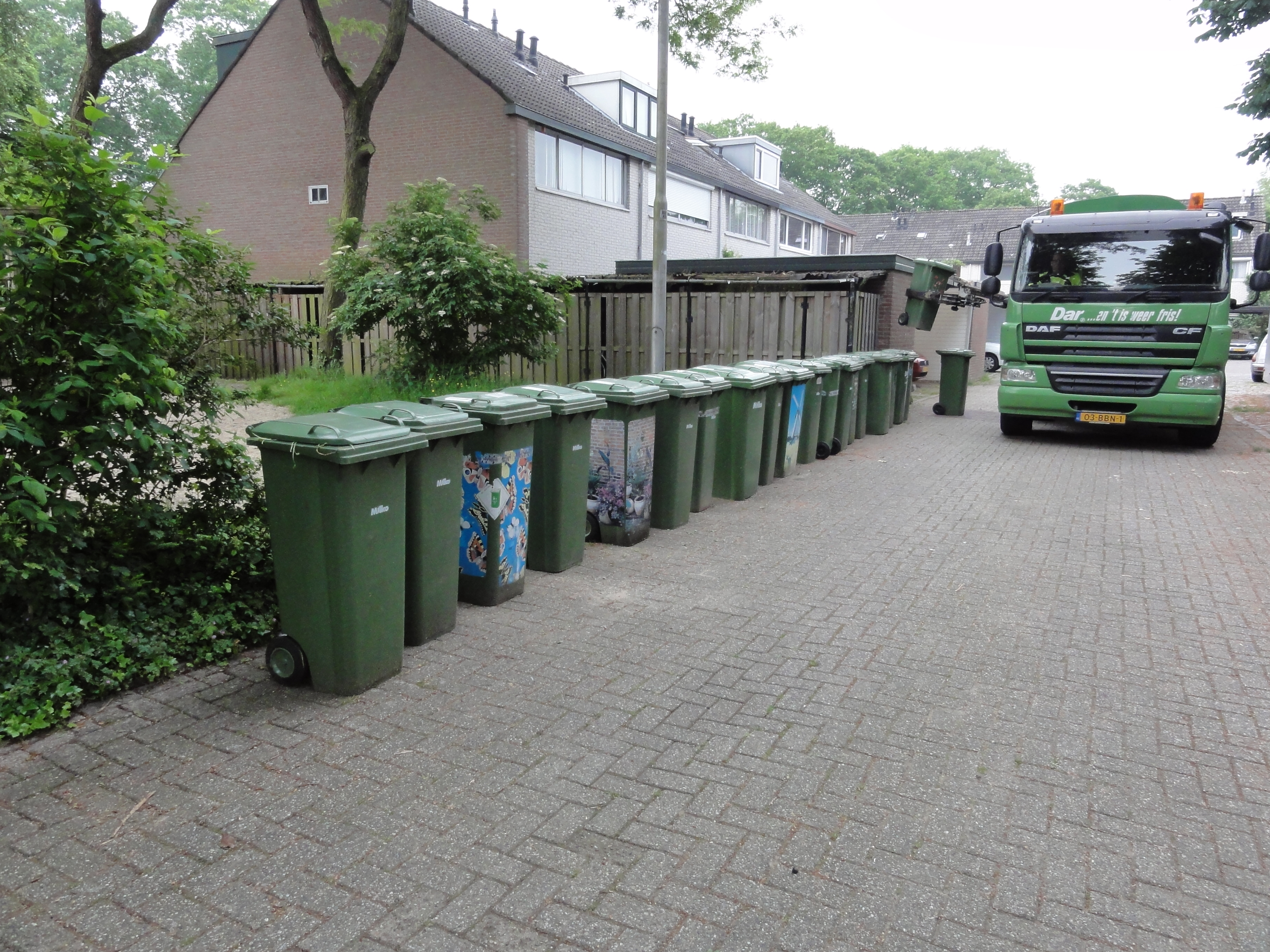
Collecte automatisée d'ordures ménagères dans un lotissement, Pays-Bas, 2016.
- Vidéo : un camion poubelle collecte de façon automatisée les ordures ménagères.

### Données et collectes de déchets
De nombreuses villes utilisent aujourd’hui les données pour rendre le ramassage des ordures plus efficace et moins coûteux.
À Prague, la municipalité travaille depuis 2018 avec l’entreprise Sensoneo (sk) pour optimiser les itinéraires des camions-poubelles. Les poubelles connectées ou poubelles intelligentes peuvent aussi recueillir des informations sur les comportements des ménages, en communiquant des informations aux collectivités sur le rythme de remplissage. Ainsi, les camions-poubelles ne se déplacent que lorsque les conteneurs sont pleins.
Dans le canton de Genève, depuis 2013, l’entreprise Serbeco contrôle à distance l’état de remplissage des bennes, permettant aux camions de suivre un parcours optimal entre les bennes à vider.

### Matériel de collecte

#### Collecte en bennes hors sol
Collecte en BOM (benne à ordures ménagères) de différents types :
- Bennes à ordures ménagères (BOM) à chargement arrière, très majoritaire en France ;
- BOM à chargement latéral, robotisées ou non ;Camion Benne Suez Recyclage et Environnement

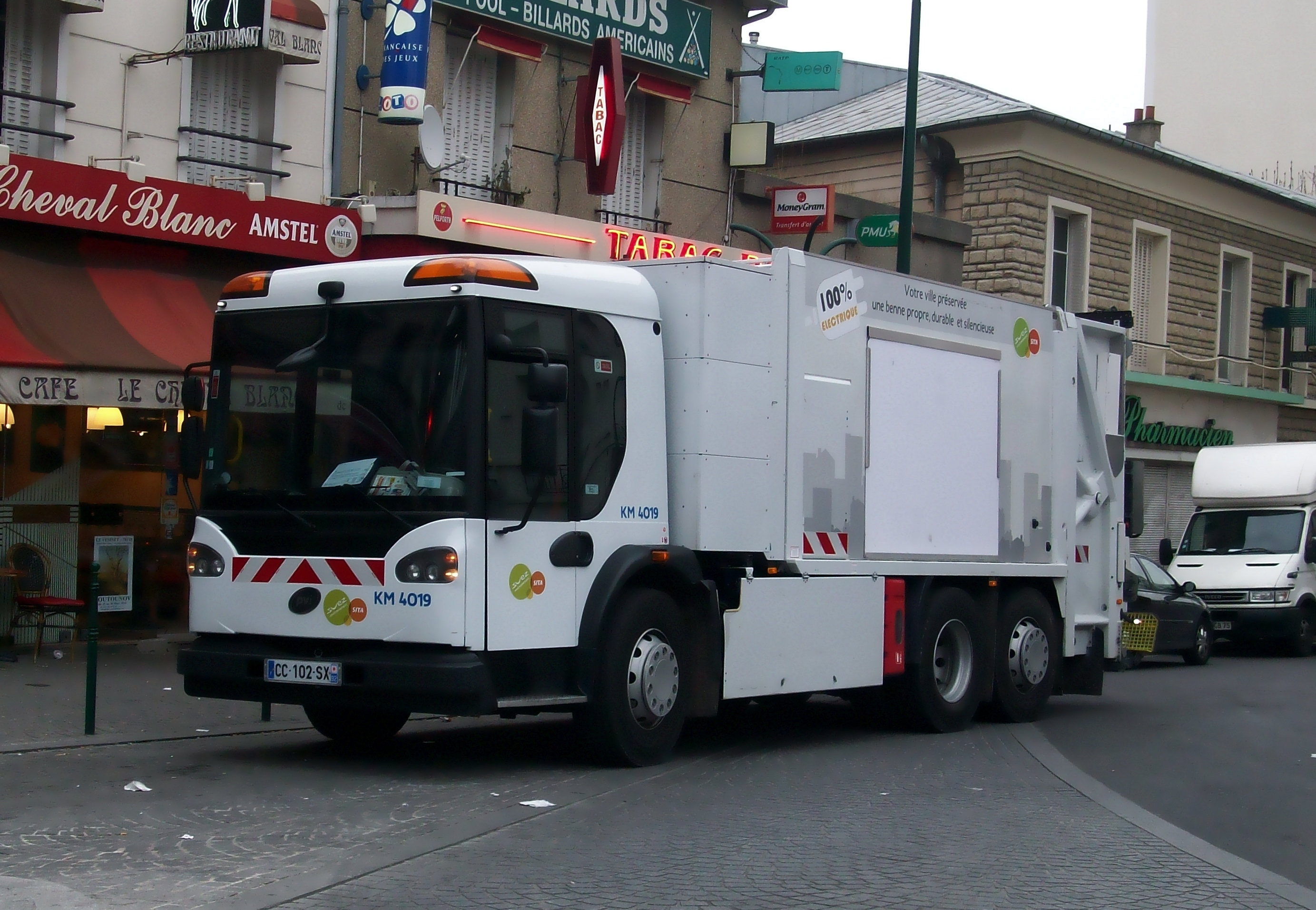
Camion Benne Suez Recyclage et Environnement

- BOM à chargement vertical, utilisées par exemple pour le verre.

Ces véhicules doivent être adaptés à la situation locale : type d’habitat, type de contenants, distance de collecte.
À titre d’exemple, la typologie des BOM à privilégier selon le type d’habitat est la suivante :
- milieu rural, pavillonnaire dispersé : collecte latérale ou verticale avec un monoopérateur ;
- milieu semi-urbain : BOM à chargement arrière ou minibennes très maniables pour les voiries étroites des lotissements ;
- milieu urbain dense : idéalement, des points d’apport volontaire car ils dispensent le service à moindre coût. L’utilisation des minibennes en hypercentre s’avère très utile.

Pour optimiser leur capacité, les BOM sont équipées d’un système de tassement. Les véhicules de collecte fonctionnent généralement au gasoil, mais les véhicules à énergies alternatives (GNV, hybride, électrique) sont de plus en plus utilisés et permettent de limiter les émissions polluantes et le bruit.

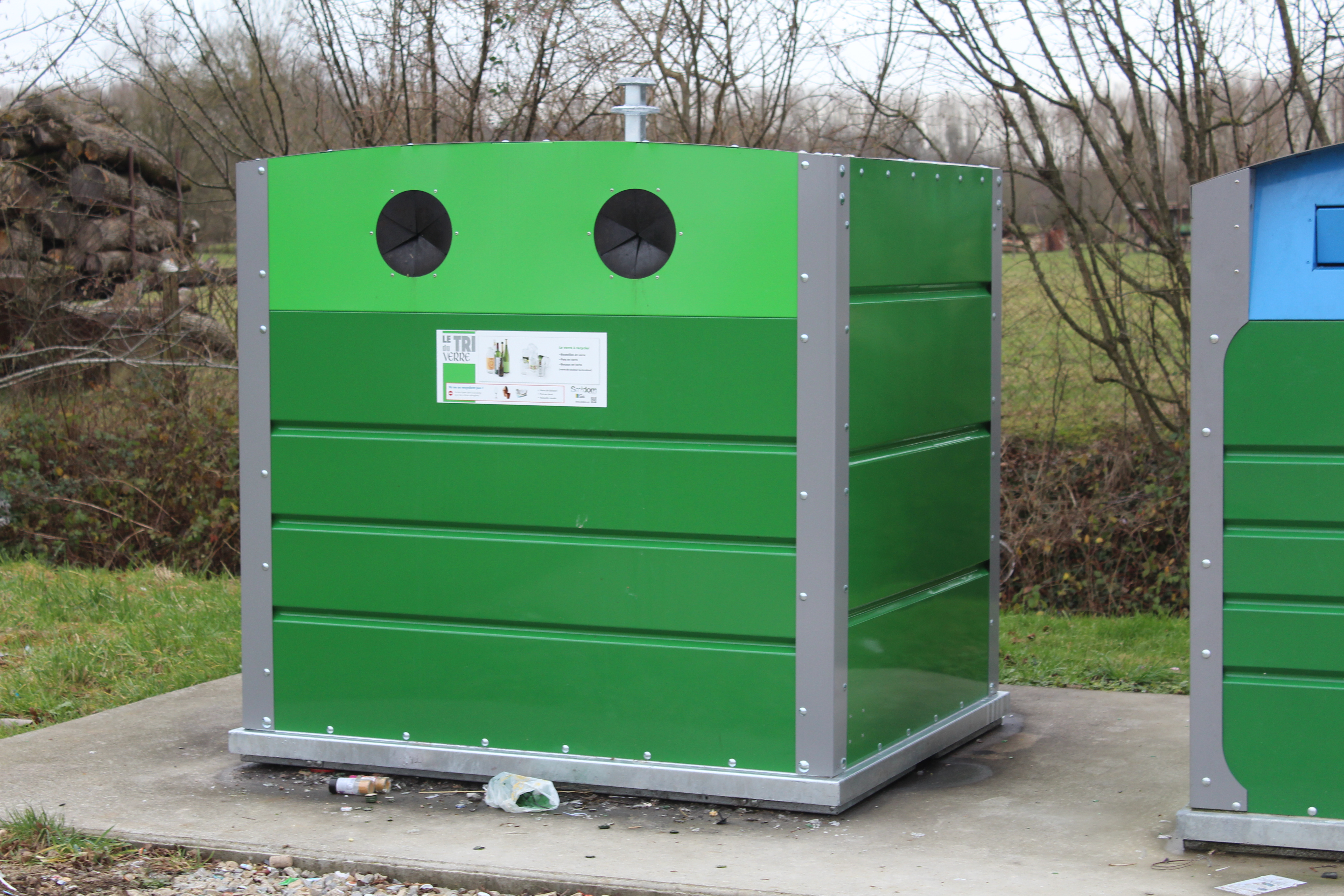
Point d'apport volontaire à Saint-Cyr-sur-Menthon, 2018.

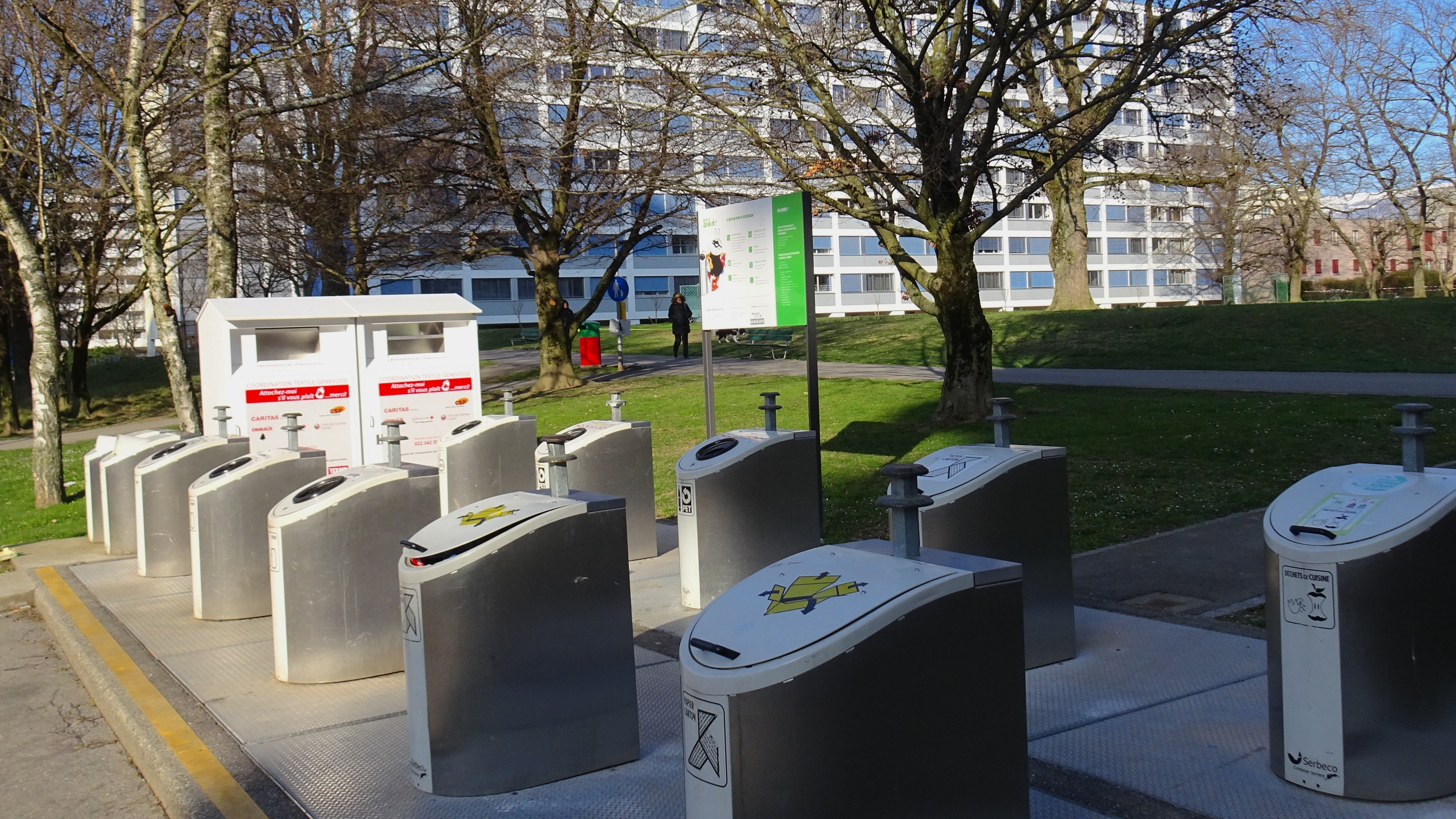
Déchèterie à Onex (Genève), 2021.

Depuis 1990, les constructeurs de poids lourds doivent respecter les normes européennes, appelées normes Euro. De la norme Euro 0 à la norme Euro 6 (en vigueur à compter du 1er janvier 2014), elles sont toujours plus restrictives pour les constructeurs de poids lourds afin de réduire les émissions de particules et d’oxydes d’azote.
Avec les points d'apport volontaire (PAV), aussi nommés déchèteries, les habitants doivent se déplacer pour emmener leurs poubelles, emballages en verre et tri dans des conteneurs installés en ville ou en périphérie.

#### Collecte en bennes enterrées
Les bennes hors-sol sont progressivement remplacées par des bennes enterrées. Dans le canton de Genève, le premier conteneur enterré est installé au cimetière d’Hermance en 1991.

#### Collecte en déchèteries
La déchèterie permet aux particuliers d’apporter leurs déchets encombrants (monstres, gravats, déchets verts) ou autres, comme les déchets dangereux, en les répartissant dans des contenants spécifiques en vue d’éliminer ou de valoriser au mieux les matériaux qui les constituent. Selon la taille de la déchèterie, toutes les catégories de déchets ne sont pas acceptées.
Ces déchets peuvent ne pas être collectés de façon traditionnelle par les services de ramassage des ordures ménagères en raison de leur taille (monstres), de leur quantité (gravats, déchets verts) ou de leur nature (huiles usagées, batteries…).

### Décharge (site d'enfouissement)

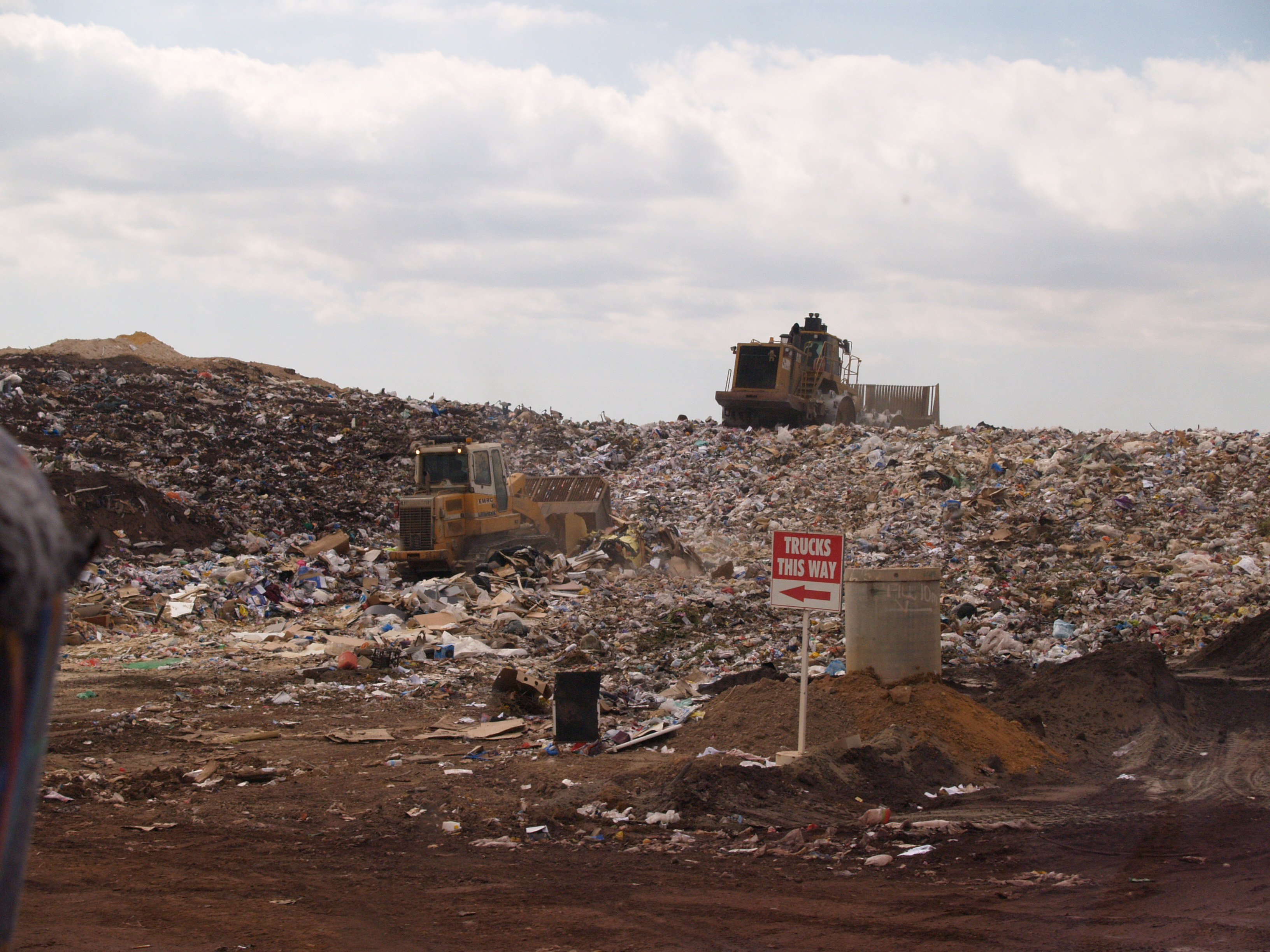
Décharge près de Perth, en Australie (2006).

La mise en décharge était au XXe siècle la méthode la plus classique et reste la plus courante dans la plupart des pays. Historiquement, les décharges étaient souvent établies dans des carrières, des mines ou des trous d'excavation désaffectés voire des zones humides. Utiliser une décharge minimisant ses impacts sur l'environnement peut être une solution saine, de moindre coût et de moyen-terme pour stocker les déchets ; néanmoins une méthode plus efficace sera sans aucun doute requise lorsque les espaces libres appropriés diminueront.
Les décharges anciennes ou mal gérées peuvent avoir de forts impacts sur l'environnement, comme l'éparpillement des déchets légers (papiers, sacs plastiques, etc.) par le vent ou des déchets solubles par l'eau, l'attraction des vermines et la libération de polluants dans l'air et dans l'eau et les sols via les lixiviats qui peuvent contaminer les nappes phréatiques et les rivières. Les décharges contenant des déchets organiques émettent aussi du biogaz (essentiellement composé de méthane et de dioxyde de carbone, deux gaz à effet de serre issus de la fermentation des déchets).
Les décharges modernes doivent disposer de systèmes de collecte et rétention des lixiviats, et être étanches, par exemple grâce à des couches de bentonite ou des bâches plastiques soudées. Les déchets doivent y être compactés et recouverts (pour éviter d'attirer les oiseaux, insectes, souris et les rats et éviter l'éparpillement). Ces décharges sont parfois équipées de systèmes d'extraction des gaz installés après le recouvrement. Ce biogaz est trop souvent brûlé en torchère alors qu'il peut être utilisé dans un moteur pour produire de l'électricité ou de la chaleur (voire les deux par cogénération). Cependant, il est préférable, pour l'environnement, de brûler ce gaz plutôt que de le laisser s'échapper dans l'atmosphère, le méthane étant un gaz à effet de serre plus puissant que le dioxyde de carbone. La solution de valorisation la plus récente et la plus efficace consiste cependant à épurer le biogaz pour produire du biométhane qui peut être injecté directement dans le réseau de gaz naturel. Six unités de ce type sont en exploitation en France depuis 2017.

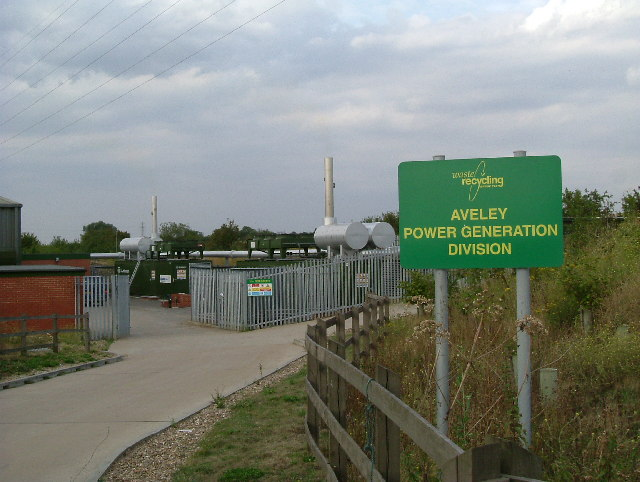
Unité de récupération du méthane d'une décharge souterraine au Royaume-Uni.

Les autorités locales, notamment en zone urbaine ont des difficultés croissantes à ouvrir de nouvelles décharges car les riverains s'y opposent. Peu de personnes veulent d'une décharge dans leur voisinage. Le coût de stockage des déchets solides est alors plus coûteux, les détritus devant être transportés plus loin pour être stockés.
Certains s'opposent aux décharges quelles que soient les conditions ou le lieu, expliquant qu'en fin de compte le stockage en décharge traduit un gaspillage de ressources et laissera une planète plus polluée, au détriment des derniers espaces sauvages. {Certains futurologues voient même dans les décharges des « mines du futur » : certaines ressources s'appauvrissant, il deviendra rentable de les extraire des décharges où elles avaient été enfouies, considérées dans un premier temps comme non économiquement valorisables.[réf. nécessaire]
Face à la surexploitation des ressources, diverses collectivités expérimentent des moyens de minimiser la quantité de déchets mis en décharge, voire visent le « zéro déchet ». Elles s'appuient pour cela sur la sensibilisation (via des ambassadeurs du tri par exemple, et des taxes ou prélèvements sur les déchets mis en décharge. Elles encouragent le recyclage des matériaux, leur transformation en énergie, l'écoconception et produisent une législation imposant aux fabricants la prise en charge des coûts d'emballage et de stockage des déchets (ainsi en Allemagne, les fabricants ont été contraints de mettre en place le Grüne Punkt). De même l'écologie industrielle cherche à faire en sorte que le déchet de certaines industries deviennent une ressource pour d'autres.

### Incinération
(janvier 2010).

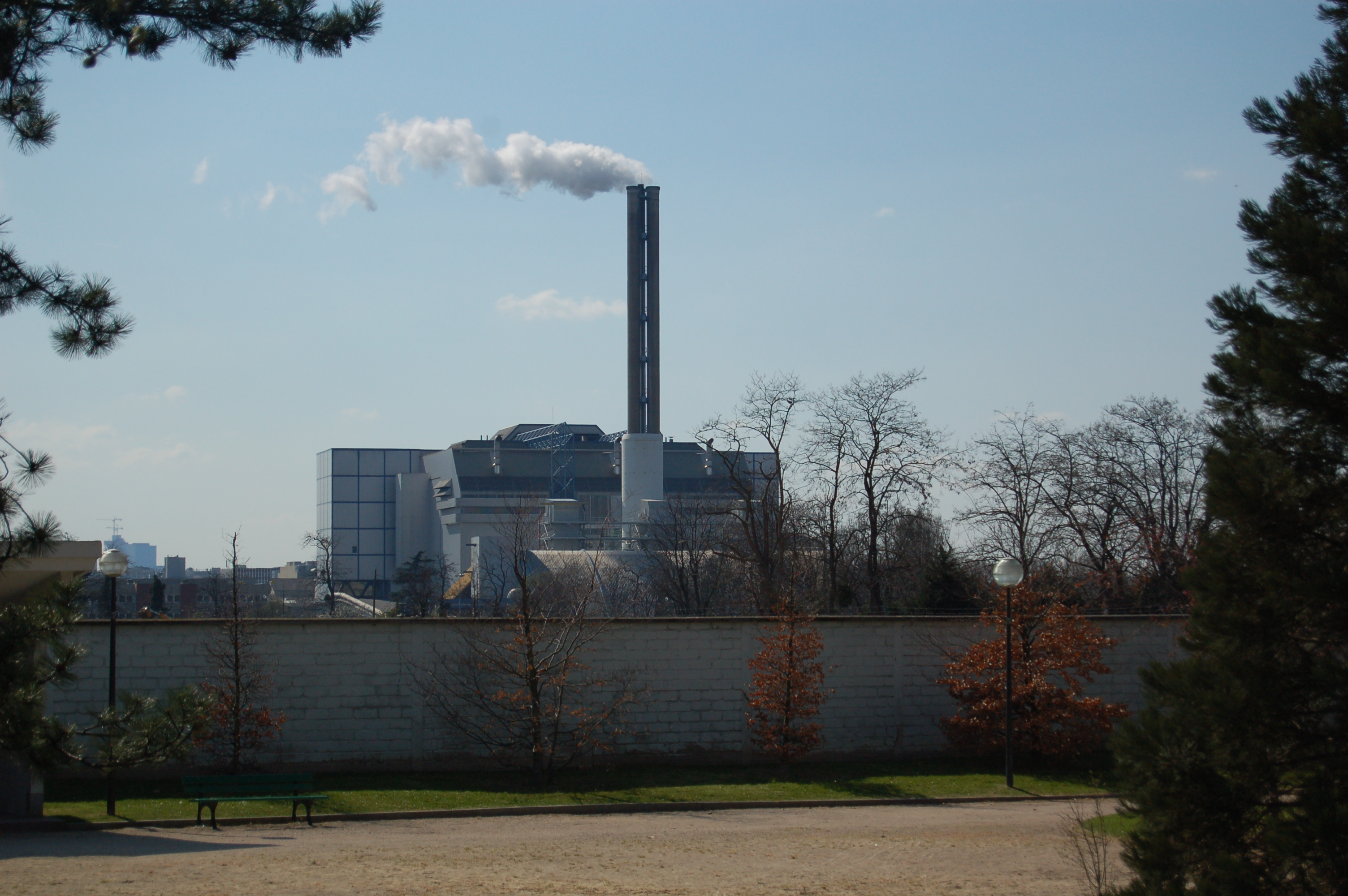
Incinérateur de déchets à Saint-Ouen (Île-de-France).

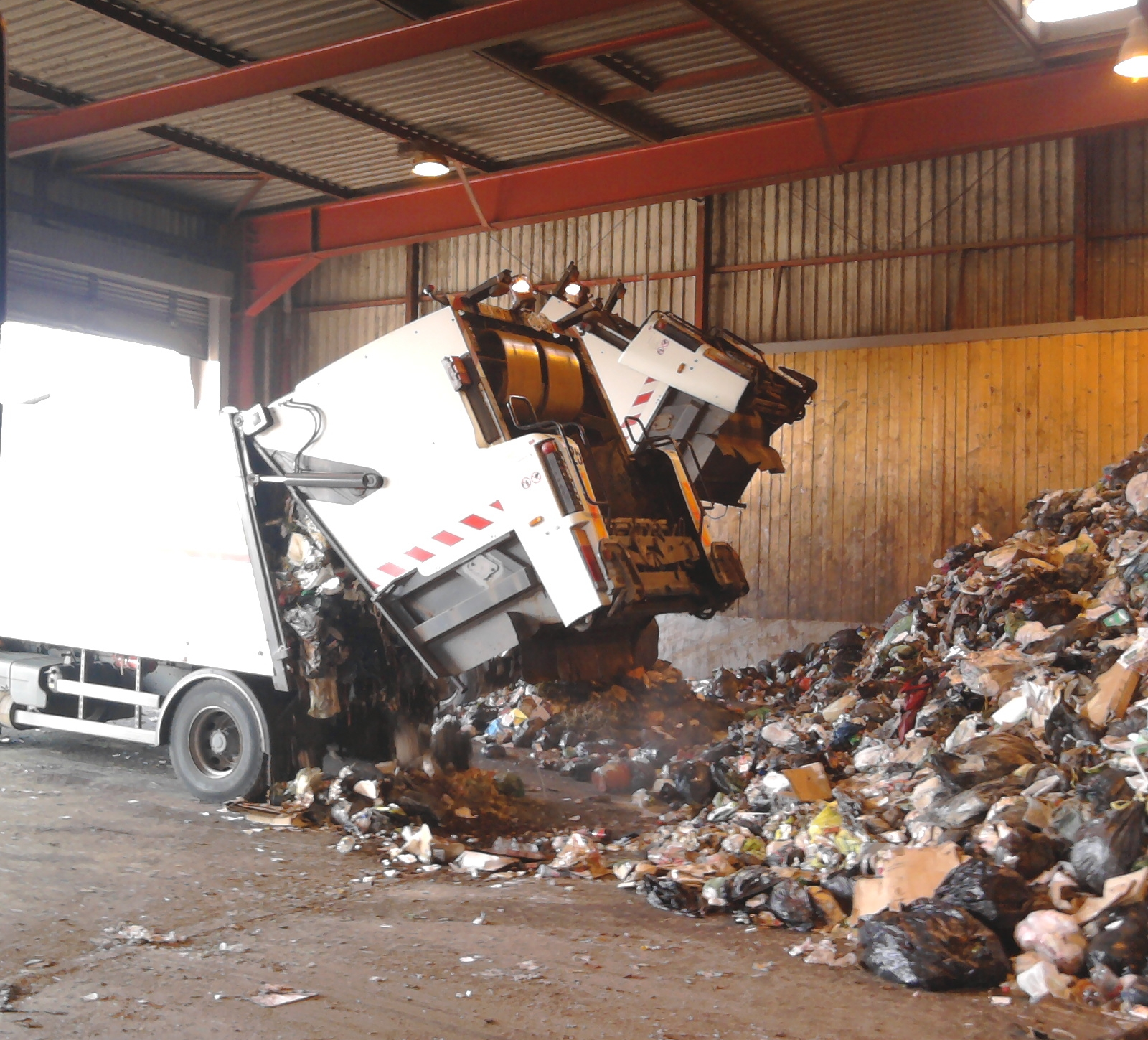
Déchargement des camions-poubelles à Strasbourg.

L’incinération est le processus de destruction d’un matériau en le brûlant. L’incinération est connue pour être une méthode pour se débarrasser des déchets contaminés, comme les déchets médicaux biologiques. L’incinération est une des façons de récupérer de l'énergie à partir des déchets. D’autres façons de récupérer de l’énergie à partir de déchets sans directement les brûler sont la fermentation, la pyrolyse et le gazéification), qui utilisent aussi l’exposition des déchets à haute température pour les traiter thermiquement. De plus en plus, les usines d'incinération varient le type de déchets qu'ils incinèrent. ainsi, on distingue les ordures ménagères, les déchets d'activités de soins à risques infectieux (DASRI), les déchets d'activités économiques (DAE).
L'incinération permet la récupération du métal et de l’énergie des déchets solides comme le stockage adapté des résidus solides (mâchefers) et la réduction du volume des déchets.
L'incinération est une technique éprouvée et répandue[précision nécessaire], en Europe comme dans les pays en voie de développement, même si elle fait l'objet de controverses pour plusieurs raisons. Sont ainsi soulevés les problèmes environnementaux et sanitaires liés aux incinérateurs qui ont fonctionné dans le passé, avant l'application des normes actuelles.
En premier lieu, ce mode d'élimination de déchets a un taux de valorisation limité. L'incinération détruit les ressources naturelles contenues dans les déchets et ne permet pas de récupérer 100 % de leur pouvoir calorifique. L'énergie récupérée provient du refroidissement des fumées de combustion dans une chaudière. La chaleur récupérée peut être utilisée directement via notamment un réseau de chaleur ou à son tour entraîner une turbine pour produire de l'électricité ou de l'eau surchauffée. L'incinération est cependant identifiée en France en 2002 comme la deuxième source d'énergie renouvelable pour la production d'électricité (après l'hydraulique) et pour la production de chaleur (après la biomasse).
Deuxièmement, l’incinération des déchets solides produit des polluants atmosphériques (dioxines et furanes, métaux lourds, gaz acides, poussières), dont les valeurs limites d'émission sont fixées par la réglementation. Au cours des années 1990, des avancées dans le domaine du contrôle des rejets et de nouveaux règlements gouvernementaux ont permis une réduction massive de la quantité des différents polluants atmosphériques, y compris les dioxines et les furanes. L’Union européenne et l’Agence de protection de l'environnement des États-Unis (EPA) ont défini des normes très strictes concernant l’incinération des déchets.
L’incinération produit aussi une grande quantité de résidus solides, les mâchefers, qui doivent être éliminés en décharge ou faire l'objet d'un traitement en installation de maturation si une valorisation en technique routière est envisagée. Dans les années 1980, l’entreposage des mâchefers, qui à cette époque étaient aussi mélangés aux cendres, était un problème environnemental important. Au milieu des années 1990, des expériences ont été réalisées en France pour traiter et élaborer des mâchefers (extraction des métaux ferreux et d'aluminium, criblage, broyage, concassage, maturation à l'air libre pour favoriser des réactions de carbonatation et d'oxydation). Les résultats positifs des suivis de plates-formes expérimentales utilisant des mâchefers sous les routes ont permis le développement de cette filière.

La plate-forme d'ONG de défense de l’environnement L'Alliance pour la planète a réclamé le 15 mars 2007 un moratoire sur l’incinération. Elle relève 

« le très grand retard (de la France) en matière de gestion des déchets par rapport à ses voisins européens : seulement 19 % des déchets ménagers y sont recyclés ou compostés (contre 55 % en Allemagne ou 70 % en Flandres) alors que 38 % sont mis en décharge et 43 % sont incinérés. »

 Son point de vue est que « l'incinération est une technique obsolète, qui pose des problèmes sanitaires et environnementaux, qui n'incite pas à la réduction de notre production de déchets, qui laisse de côté le débat public et démocratique ».

### Compostage et fermentation

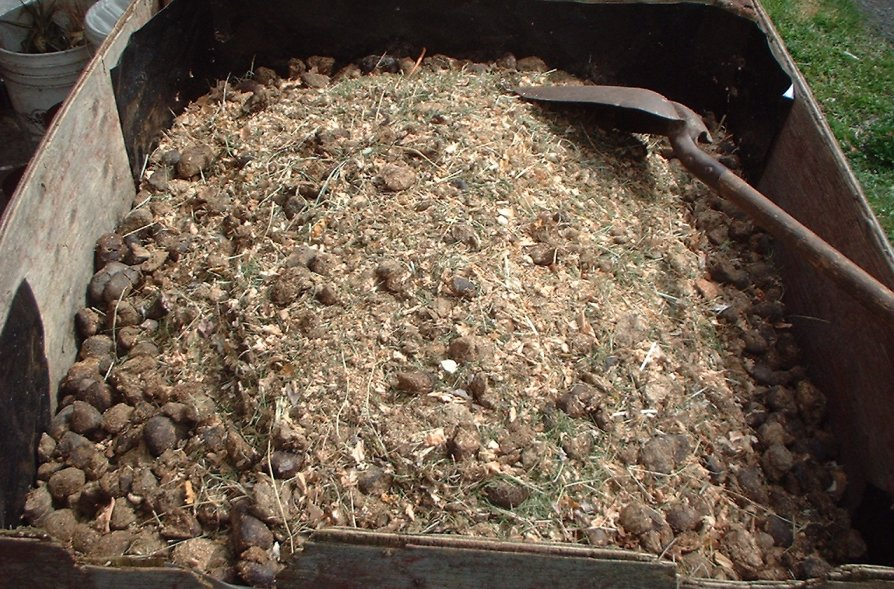
Compostage de déchets d'étable.

Les déchets organiques, comme les végétaux, les excreta, les restes alimentaires ou le papier, sont de plus en plus valorisés en compost et/ou en biogaz. Ces déchets sont déposés dans un bac à compost ou un digesteur pour contrôler le processus biologique de décomposition des matières organiques et neutraliser les agents pathogènes.
La pratique du compostage varie du simple tas de compost de végétaux dans le cas du compostage domestique à un processus automatisé dans le cas d'une plateforme industrielle. C'est un processus biologique aérobie (en présence d'oxygène). Sous l'action des bactéries et organismes du sol, les biodéchets sont transformés en compost, utilisable en agriculture et pour le jardinage. La méthanisation est quant à elle un processus anaérobie. La dégradation de la matière organique par des bactéries en absence d'oxygène, produit du biogaz qui peut être ensuite utilisé pour produire de l'électricité, de la chaleur, du carburant ou être directement injecté dans le réseau.

#### Exemple de politique de compostage
La politique green bin (« poubelle verte »), pour la valorisation des déchets organiques, utilisée à Toronto, Ontario (Canada) et dans les villes avoisinantes comme Markham, permet la réduction des quantités de déchets envoyés à Michigan aux États-Unis d’Amérique. Il s’agit d’un nouveau pan du système de gestion des déchets en trois axes qui a été mis en place à Toronto et est une avancée supplémentaire pour atteindre l'objectif de réduction de 70 % de la quantité de déchets qui est actuellement mise en décharge. La politique green bin permet que les déchets organiques qui auraient été envoyés en décharge soient valorisés en compost, amendement riche et nutritif pour les sols. Les déchets concernés par le programme green bin sont les restes alimentaires, les papiers sales et les serviettes sanitaires. Actuellement Markham, comme les autres municipalités de l’agglomération de Toronto, envoient tous leurs déchets au Michigan pour un coût de 22 dollars canadiens la tonne.
La politique green bin est actuellement[Quand ?] étudiée par d’autres villes dans la province de l’Ontario comme un moyen d'éviter l’envoi de déchets en décharge. Notamment Toronto et Ottawa sont quasiment prêtes à adopter une politique similaire.
La ville d’Edmonton en Alberta au Canada a adopté le compost à grande échelle pour gérer ses déchets urbains. Son usine de compost est la plus grande de ce type dans le monde, et représente 35 % de la capacité totale de compost du Canada. Le cocomposteur en lui-même à une taille de 38 690 m2, ce qui équivaut à huit terrains de football. Il a été conçu pour traiter 200 000 tonnes de déchets ménagers solides par an et 22 500 tonnes sèches de biosolides, transformant le tout en 80 000 tonnes de compost chaque année.

### Traitement mécanobiologique
Le traitement mécanobiologique ou tri mécanobiologique (TMB) est une technique qui combine un tri mécanique et un traitement biologique de la partie organique des ordures ménagères résiduelles (OMR ou OMr).
La partie « mécanique » est une étape de tri des éléments contenus dans les OMR. Cela permet de retirer certains éléments recyclables du flux de déchets (tels les métaux, les plastiques et le verre) ou de les traiter de manière à produire un combustible à haute valeur calorifique nommé combustible solide de récupération (CSR) ou combustible dérivé des déchets (RDF - Refuse Derived Fuel en anglais) qui peut être utilisé en fours de cimenterie ou en centrales électriques. Les systèmes qui sont prévus pour produire des RDF incluent entre autres les processus Herhof et Eco-deco. Tous les processus de TMB ne produisent pas du CSR. En France, cette filière est peu développée, mais on en trouve quelques exemples (par exemple Altriom, pour la Communauté d'agglomération du Puy-en-Velay).
La phase « biologique » de ce traitement permet valorise la fraction fermentescible des ordures ménagères (FFOM) par compostage ou par méthanisation-compostage. Dans le premier cas, seul du compost est produit. Dans le second, il y a production de biogaz et de compost par compostage du digestat (résidu du processus de méthanisation). Si le biogaz est raffiné, il est transformé en biométhane pouvant être injecté dans le réseau ou remplacer le gaz de ville pour d'autres usages.
Le compost doit répondre à la norme en vigueur NFU 44-051. À noter que le risque de produire un compost non normé est important dans le cas d'un compostage des ordures ménagères en mélange par TMB. Dans ce cas, le compost doit être enfoui ou incinéré. Les refus de tri issus du traitement mécanique doivent être également redirigés vers d'autres modes de traitement.
Une installation de traitement ou tri mécanobiologique doit donc toujours être couplée à un autre mode de traitement (incinérateur ou centre de stockage).
En Suisse, ce mode de traitement a été interdit. En Europe, seule la France utilise ce mode de traitement pour produire du compost à partir des ordures ménagères résiduelles alors que l'on y retrouve encore deux piles sur trois et des ampoules contenant du plomb et du mercure, toutes sortes de plastiques, textiles sanitaires, pots de peinture, aérosols, etc. jetés en mélange avec les biodéchets. Cette pollution diffuse des poubelles se retrouve dans le compost, polluant ainsi les sols agricoles.

### Pyrolyse et gazéification
La pyrolyse et la gazéification sont deux méthodes liées de traitements thermiques où les matériaux sont chauffés à très haute température et avec peu d’oxygène. Ce processus est typiquement réalisé dans une cuve étanche sous haute pression. Transformant les matériaux en énergie cette méthode est plus efficace que l’incinération directe, plus d’énergie pouvant être récupérée et utilisée.
La pyrolyse des déchets solides transforme les matériaux en produits solides, liquides ou gazeux. L’huile pyrolytique et les gaz peuvent être brûlés pour produire de l’énergie ou être raffinés en d’autres produits. Les résidus solides (charbon) peuvent être transformés plus tard en produits tels les charbons actifs.
La gazéification est utilisée pour transformer directement des matières organiques en un gaz de synthèse appelé syngaz composé de monoxyde de carbone et d’hydrogène. Ce gaz est ensuite brûlé pour produire de l’électricité et de la vapeur. La gazéification est utilisée dans les centrales produisant de l’énergie à partir de la biomasse pour produire de l’énergie renouvelable et de la chaleur.
Les torches à plasma permettent la gazéification de la matière dans un milieu à oxygène raréfié pour décomposer les déchets en structures moléculaires de base. La gazéification plasma ne brûle pas les déchets comme le font les incinérateurs. Cela transforme les déchets organiques en un gaz carburant qui contient tous les composés chimiques et l’énergie calorifique des déchets. Cela transforme les déchets non organiques en solides vitrifiés amorphes.
Le plasma est considéré comme le quatrième état de la matière, les trois autres étant les états gazeux, liquide et solide. L’électricité alimente une torche créant un arc électrique entre ses deux électrodes. Du gaz inerte est insufflé à travers l’arc électrique qui le chauffe à des températures pouvant atteindre 13 000 °C. La température à un mètre de la torche peut s’élever à environ 4 000 °C. Du fait de ces très hautes températures, les déchets sont décomposés en leurs composants élémentaires. Il ne résulte aucun goudron ou furfurane. À ces températures tous les métaux fondent et coulent au fond du four. Les composés non organiques comme la silice, le béton, le gravier, le verre, etc. sont vitrifiés et tombent au fond du four. Il n’y a pas de cendres résultant de ce processus qui devraient être entreposées en décharge.
Les fours à plasma ne font pas de distinction entre les différents types de déchets. Tous types de déchets peuvent être introduits. La seule variable est la quantité d’énergie nécessaire pour détruire les différents déchets. C’est pourquoi aucun tri des déchets n’est nécessaire. Seuls les déchets nucléaires sont proscrits.
Les fours sont grands et fonctionnent en faible dépression ce qui signifie que le système d’alimentation est simplifié car les gaz ne sont pas tentés de s’échapper. Les gaz sont retirés du four par l’aspiration d’un compresseur. Chaque four peut détruire 20 tonnes par heure (t/h) en comparaison des 3 t/h d’un four gazéificateur. Du fait de la taille et de la dépression, le système d’alimentation permet d’introduire des charges jusqu’à 1 m3. Des fûts ou des sacs poubelle peuvent donc être introduits directement dans le four, ce qui permet la production à grand volume.
Les gaz produits par un four plasma sont moins chargés en contaminants que n’importe quel autre incinérateur ou gazéificateur. Comme il y a moins d’émissions qui s’échappent du four avec ce procédé il est possible d’avoir une réduction significative des rejets globaux. Les gazéificateurs ne se préoccupent pas de l’humidité des déchets. L’humidité consomme plus d’énergie pour se vaporiser et peut avoir un impact économique, néanmoins cela n’affecte pas le processus.
Les gaz des fours à plasma peuvent être brûlés pour produire de l’énergie ou être synthétisés en éthanol et être utilisés comme carburant pour les automobiles.

## Coûts
La gestion des déchets à un coût, qui varie beaucoup et selon de nombreux paramètres. Ce coût est assumé par l'individu et la collectivité, et parfois par le producteur (REP). Deux principaux systèmes peuvent inciter à jeter moins :
1. une taxe de type redevance incitative alignée sur le poids ou le volume de déchets réellement produits (sacs pré-payés, pesée embarquée, ou choix par le ménage d'une taille de conteneur)[35]. Ces solutions ont pour inconvénient d'inciter à des comportements inciviques et illégaux (flux détournés de déchets, incinération individuelle non contrôlée ou dépôt sauvage polluants, etc.)[36]
2. une taxe visant en amont les producteurs de biens qui deviendront des déchets, de manière à encourager la Responsabilité élargie des producteurs et l'écoconception (produits faciles à recycler ou réutiliser, ou renvoyés au fabricant en fin de vie)[35] ; cette solution a pour inconvénient de ne pas inciter des comportements vertueux tels que le compostage individuel, un tri sélectif poussé, des choix écocitoyens de produits générant moins de déchets, etc.

Ces deux solutions ayant des inconvénients, certains auteurs comme Choe et Fraser en 1999 proposent de combiner une taxe en amont et une redevance incitative en aval.
En France, hormis pour un faible nombre de cas où une tarification incitative est testée, la taxe forfaitaire (Taxe d'enlèvement des ordures ménagères ou TEOM, payée par chaque ménage) est le système dominant de financement de cette gestion. Elle est parfois ressentie comme injuste car son assiette est basée sur la valeur locative du logement, laquelle est sans relation directe avec la quantité réelle de déchets produite dans ce logement. Dans certaines filières un dispositif de REP se développe (exemple : EcoEmballages–Adelphe).

## Économie circulaire
Idéalement[Selon qui ?], les déchets devraient pouvoir être réutilisés comme matières premières pour l'industrie, sans avoir à extraire des ressources naturelles dans l'environnement. C'est le principe de l'économie circulaire, qui est un objectif poursuivi par la plupart des pays développés. La France retient en 2021 11 indicateurs clés pour le suivi de l'économie circulaire.

## Par zones géographiques et pays

### Chine
La Chine a commencé dans les années 1960 à traiter des déchets venus des autres pays. Les ordures collectées à Hong Kong, alors colonie britannique, étaient déversées à sa frontière avec la Chine populaire.
En 2016, le pays était l'acteur central du marché des déchets solides échangés, occupant une part de 56 %. Les importations de plastique représentaient 7,3 millions de tonnes, pour une valeur de 3,7 milliards de dollars, et celles de déchets dangereux près de 50 millions de tonnes.
En 2018, une décision du gouvernement chinois entraîne l'interdiction presque totale de ces importations. Cette décision devient effective le 1er janvier 2021.
Le développement économique de la Chine la pousse à se concentrer en priorité sur le traitement de ses propres déchets. En 2017, elle produit 210 millions de tonnes de déchets par an. En 2020, le ministère du Développement urbain et rural décide que l'équivalent de 3,1 milliards de dollars seront consacrés à la mise en place du recyclage des déchets. Le gouvernement met en place à cette fin un tri sélectif des déchets.

### Union européenne
Les emballages représentent un peu plus de 60 % de la production totale de déchets plastiques en Europe. À partir du 1er janvier 2021, entre en vigueur un amendement à la convention de Bâle sur les exportations de déchets dangereux, adopté en mai 2019. Désormais, seules les matières recyclables non contaminées, pré-triées, exemptes de tout matériau non recyclable et ayant fait l’objet d’une préparation en vue d’un recyclage immédiat et respectant l’environnement pourront figurer sur la liste des déchets non dangereux, dite « liste verte ».
En 2017, moins d'un tiers des dix millions de tonnes de déchets d'équipements électriques et électroniques (DEEE) produits chaque année par les 28 États membres de l'Union européenne sont dépollués et recyclés. Le reste est exporté pour une bonne partie en Afrique de l'Ouest — en particulier au Ghana — et en Chine.
En 2022, et en Europe, 36 % des déchets solides des déchetteries municipales sont des emballages et, selon la Commission européenne, la réglementation européenne n'a pas encore réussi à « réduire les incidences négatives des emballages sur l’environnement ». De plus, sans nouvelles mesures, la quantité de déchets plastiques « devrait augmenter de 46 % d’ici 2030 et de 61 % d’ici 2040 par rapport aux volumes de 2018 » (40 % des plastiques et 50 % du papier utilisés dans l'UE sont des emballages (180 kg/an par Européen). Un projet de règlement présenté fin 2022 pourrait interdire l’emballage inutile ou non recyclable, et obliger à consigner plus de canettes métalliques et bouteilles plastiques (au 1er janvier 2029). Un cinquième des boissons (chaudes ou froides) devront être vendues dans un récipient consigné (ou dans un récipient apporté par le consommateur), d’ici 2030, puis 80 % en 2040.

#### Allemagne
Depuis 1991, une loi oblige les collectivités à recycler 36 % des déchets en plastique. La modernisation des centres de tri et de recyclage a permis à ce taux a progressivement d'atteindre 50 %, soit le plus élevé de l'Union européenne et deux fois plus élevé qu'en France. Les deux pays génèrent à peu près la même quantité de déchets en plastique : 38 kg par habitant et par an pour l'Allemagne. Les usines permettant de retraiter ces déchets manquent néanmoins, ce qui a pour conséquence que 3 à 4 % des déchets sont envoyés vers d'autres pays d'Europe et hors Europe, notamment en Asie,.
Les autres types d'emballage et contenants (métaux, verres…) atteignent 70 % de matières recyclées.
En 2021, la douane sénégalaise a saisi 25 tonnes de déchets en plastique en provenance d’Allemagne. L’entreprise Hapag-Lloyd, responsable de cet import illégal, est condamnée à une amende de deux milliards de francs CFA (environ 305 millions d’euros) et doit réexporter la cargaison

#### Espagne
L'Espagne est le pays de l'Union européenne qui jette la plus grande quantité de déchets dans les décharges. Selon les données de 2017 de l'Institut national de la statistique (INE), 53,9 % du total des déchets ne reçoivent aucun traitement pour être utilisés comme ressource. Cette même année, le pays génère 132,1 millions de tonnes de déchets.[réf. nécessaire]
Avant que la Chine ne prenne la décision de limiter considérablement l'importation de déchets étrangers, l'Espagne exportait 60 % de ses déchets plastiques vers ce pays, ainsi que vers le Pakistan et la Turquie.
En 2019, seul un quart des déchets de construction atteint les usines de recyclage, contrairement à ce qui est établi par les législations nationale et européenne. Ainsi, des tonnes de gravats finissent dans des décharges illégales dans tout le pays, alors que pour chaque citoyen de l'Union européenne, environ une tonne de gravats est générée chaque année. En Espagne, selon des documents publics du gouvernement, les déchets de construction et de démolition représentent 40 % de tous les déchets. Les entreprises de recyclage sont de plus confrontées à des décharges commerciales illégales, qui facturent le rejet des déchets sans aucun traitement.
L'Andalousie, dont les nombreuses serres agricoles forment une véritable « mer de plastique », est en particulier confrontée au défi du recyclage du plastique. En janvier 2022, la Garde civile démantèle un vaste réseau de trafic de déchets contaminés. Environ 16 000 tonnes de déchets plastiques contaminés par des produits phytosanitaires ont été envoyés de façon illicite dans des ports de Malaisie, du Cambodge et de Thaïlande entre 2018 et 2020. Ce trafic permettait aux agriculteurs de se débarrasser des plastiques utilisés dans les exploitations agricoles sous serre du sud du pays.

#### France
En France, « Tout producteur ou détenteur d’un déchet est responsable de ce déchet : c’est-à-dire qu’il est tenu d’en assurer ou d’en faire assurer la gestion. Cette responsabilité s’étend jusqu’à l’élimination ou la valorisation finale du déchet ».
Jusqu'en décembre 2024, le traitement des déchets ménagers et assimilés était de la responsabilité des communes. Cette compétence a été transférée le 1er janvier 2025 aux établissements publics de coopération intercommunale (EPCI)[réf. nécessaire].
Les déchets des entreprises sont orientés à 90 % vers des filières de valorisation, contre 47 % des déchets ménagers.

##### Formations françaises associées au traitement des déchets
- Licence pro Métiers des déchets (IUT de Tours)
- Licence pro Gestion et traitement des déchets (Université de Besançon)
- Licence pro Gestion des déchets (Université d'Angers)
- Licence pro Gestionnaire des déchets (IUT de La Roche-sur-Yon)
- Master Management et Ingénierie des déchets et économie circulaire (Université du Maine)

#### Italie

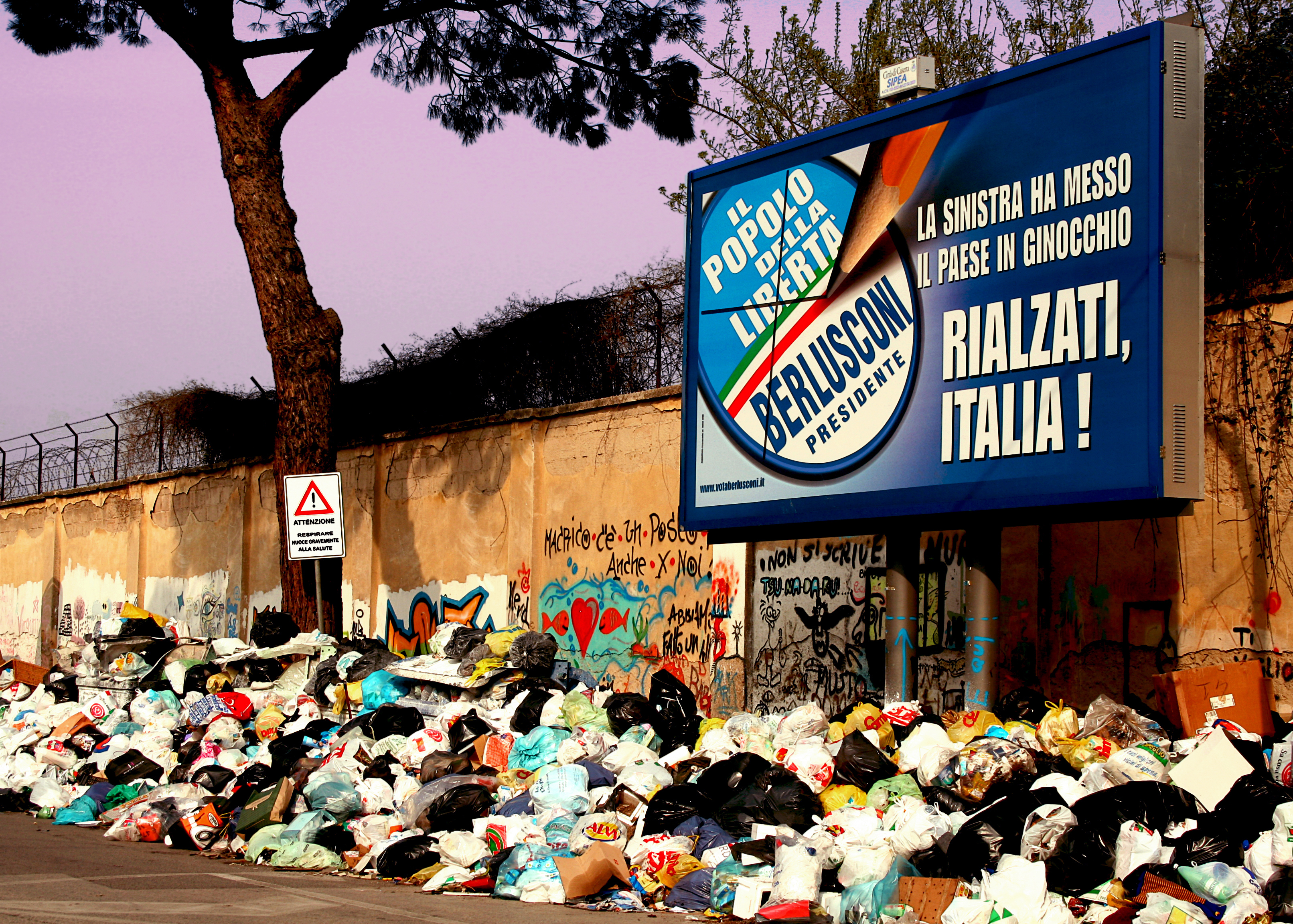
Campagne électorale à Caserta en 2008.

L’Italie, qui exportait une part significative de ses ordures, est également touchée par la décision de la Chine en 2018 de ne plus les traiter. La criminalité organisée profite de cette opportunité pour proposer ses « services » d'exportation illégale de déchets à l’étranger.
Le cas de la Campanie est plus particulièrement connu. Dans cette région, la Camorra, organisation mafieuse, est accusée d’être à la tête d’un trafic illégal internationalisé de déchets jugés nocifs pour l’environnement et la santé publique. En 1993 déjà, l’État italien déclare l’état d’urgence dans cette région concernant la gestion des déchets. Devenue la « poubelle de l’Europe », celle-ci est, depuis les années 1980, le centre névralgique d’une activité criminelle contre laquelle les autorités italiennes ont les plus grandes difficultés à lutter en dépit de la création de « commissariats extraordinaires » qui combattent cette forme de criminalité.
Depuis les années 1990, les déchets ne pouvant être déposés dans les décharges surchargées, sont pris en charge par la Camorra qui, au moyen d’entreprises de transport et de grâce à la corruption des autorités locales, s’en débarrasse en les abandonnant « dans l’arrière-pays, sur des terrains privés appartenant aux mafieux, ou en les entreposant dans les décharges non-réglementaires » La Camorra s’est également positionnée sur le marché légal des déchets à travers des entreprises « fantômes » ou « prête-noms ». En 2020, par l’intermédiaire de ses sociétés-écrans, il est estimé que ses profits dans le domaine des traitements de déchets avoisineraient les 11 milliards d’euros. Conséquence de ces activités criminelles, la Campanie est devenue l’une des régions européennes les plus polluées, les nappes phréatiques et les sols, notamment agricoles, étant surchargés en produits toxiques.

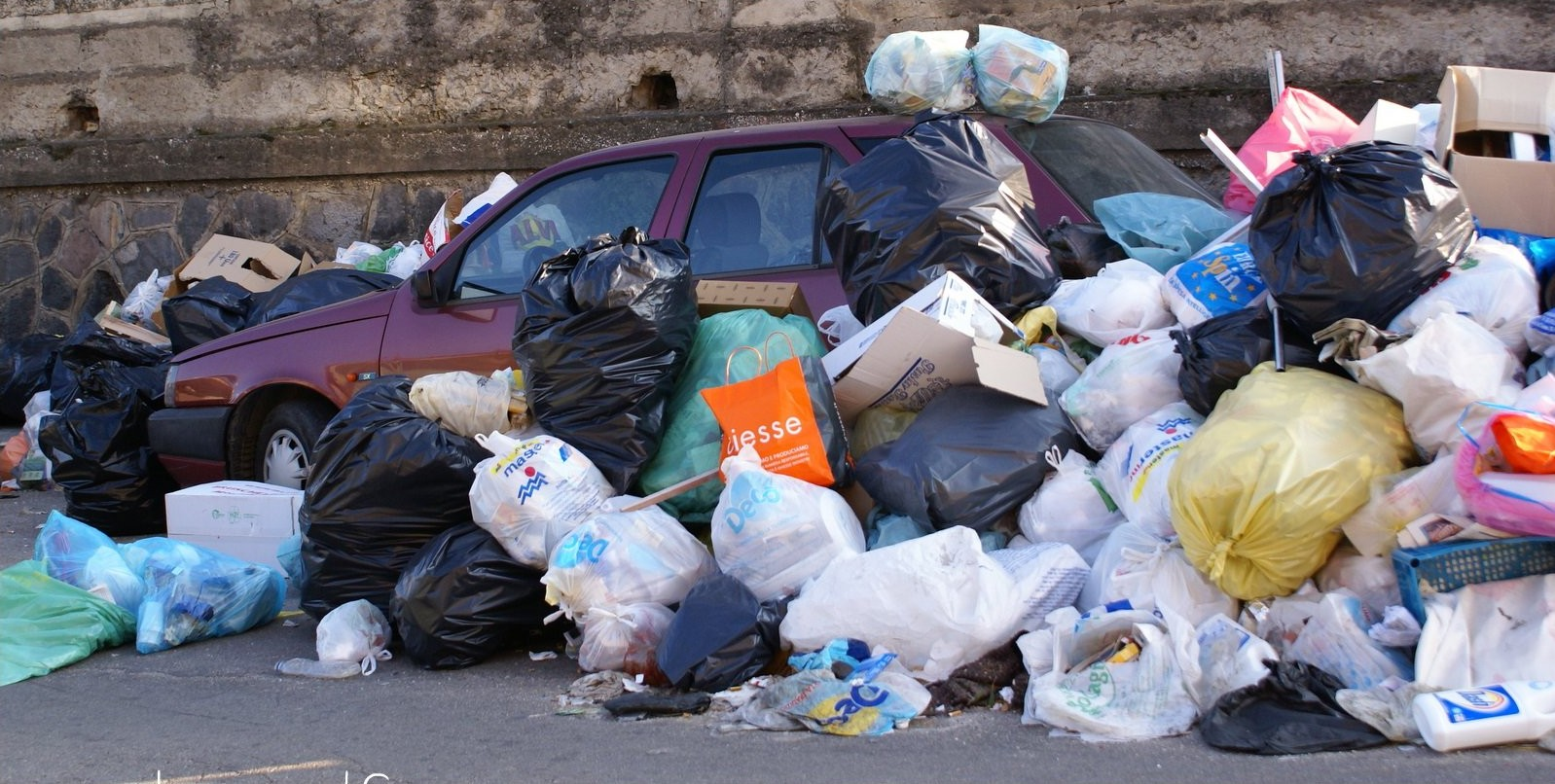
Une voiture immergée sous les sacs à ordures à Aversa en février 2008.

En 2002, l’administration nationale des forêts dénombre 4 866 décharges illégales sur l’ensemble du territoire national. L’application de la directive européenne 91/156/CE accentue la crise en raison du fait que de nombreuses décharges autorisées ont été fermées afin de respecter les prescriptions communautaires, sans attendre la mise en activité de nouveaux sites de traitement de déchets. Elle place en particulier en état d’urgence la région de Campanie qui produit chaque jour plus de 7 000 tonnes de déchets et dont la population locale soutenue par la mafia refuse toute installation de traitement de déchets sur son territoire. En juin 2007, la Commission européenne ouvre une procédure d’infraction contre l’Italie pour l’ensemble des crises advenues depuis le milieu des années 1990 en Campanie et dans la région de Naples, plus particulièrement pour « violation des dispositions européennes en matière de gestion et d’entreposage des déchets »,.
En 2021, une grande partie des ordures du pays finit dans des décharges, dont de nombreuses ne sont pas aux normes européennes. Beaucoup d'entre elles approchent des limites de leurs capacités. La même année, la Tunisie réexpédie 213 conteneurs de déchets en Italie. Les douanes ont découvert 282 conteneurs de déchets ménagers importés illégalement de Campanie par une entreprise tunisienne, déclarés comme étant des déchets plastiques destinés à être recyclés. Cette affaire met également en lumière comment économies légale et illégale sont liées,.
La crise des déchets est largement médiatisée, comme dans le cas de Rome, qui souffre d'un problème récurrent de la gestion de ses déchets.

### Luxembourg
Selon Eurostat, en 2023 le Luxembourg fait partie des trois pays de l'Union européenne produisant le plus de déchets en moyenne par an et par habitants avec 712 kg par personne et par an, soit 1,95 kg par jour, la moyenne européenne étant à 511 kg. En revanche, 1,07 kg par jour et par personne (401 kg par an) et par personne sont recyclés, soit bien plus que la moyenne européenne qui est à 0,6 kg. Toujours par an et par personnes, 20 kg finissent en déchetteries et 291 kg finissent incinérés.
La récupération des déchets est effectuée par les communes, soit en régie comme à Luxembourg ou à Esch-sur-Alzette, la compétence pouvant être déléguée à un syndicat intercommunal comme avec le Syndicat intercommunal pour l'hygiène publique du canton de Capellen (SICA) soit par une entreprise privée, ce qui est généralement le cas dans les communes les plus petites,. Le traitement des déchets collectés par les communes est ensuite assuré par trois syndicats intercommunaux :
- Syndicat intercommunal pour la gestion des déchets en provenance des communes de la région de Diekirch, Ettelbruck et Colmar-Berg (SIDEC), regroupant les communes des cantons de Diekirch, Clervaux, Mersch, Redange, Wiltz et de Vianden ainsi que Beaufort ;
- Syndicat intercommunal pour la construction, l'exploitation et l'entretien d'une installation destinée à la destruction des ordures des communes des cantons de Luxembourg, d'Esch et de Capellen (SIDOR), regroupant les communes des cantons de Luxembourg, d'Esch-sur-Alzette et de Capellen ;
- Syndicat intercommunal pour la gestion des déchets ménagers, encombrants, et assimilés en provenance des communes de la région de Grevenmacher, Remich et Echternach (SIGRE), regroupant les communes des cantons de Grevenmacher, Remich et d'Echternach (sauf Beaufort).

En 2025, le Luxembourg ne compte plus qu'une seule décharge vers Flaxweiler, exploitée par le SIGRE, qui fermera en 2030 lors que la loi interdisant la mise en décharge des déchets ménagers entrera en vigueur,. De même, le Luxembourg compte qu'un seul incinérateur de déchets, situé à Leudelange et exploité par le SIDOR. De ce fait, chaque site gère les déchets venant des territoires des autres syndicats,.
Chaque année environ 24 000 tonnes de déchets plastiques sont exportés vers des pays voisons, dont 11 000 tonnes vers l'Allemagne. De même, les déchets d'équipements électriques et électroniques sont, après un premier tri dans le centre de traitement de Bettembourg, traités en France ou en Allemagne car les volumes générés ne justifient pas la création d'un centre national.
En 2023, le Luxembourg interdit l'usage de plastique à usage unique pour certains emballages dans le cadre d'une politique tendant au zéro déchet.

### Tunisie
Selon le rapport sur la gestion des déchets solides en Tunisie, publié en 2014 par la Deutsche Gesellschaft für Internationale Zusammenarbeit (GIZ), 2,423 millions de tonnes de déchets sont produites par an, suivant un taux de croissance estimé est de 2,5 % par an. Les DSM sont caractérisés par une forte présence de matières organiques biodégradables, soit 68 %, alors que les emballages représentent 24 %. Le taux d’humidité des DSM est supérieur à 65 %, la production spécifique est de 0,815 kg/hab/j en milieu urbain et 0,150 kg/hab/j en milieu rural.

## Export des déchets
Selon un rapport de l'ONG GreenPeace, les États-Unis sont, en 2018, le plus gros exportateur mondial de déchets, comptant pour 16,5 % du total, suivis du Japon, de l'Allemagne, du Royaume-Uni et de la Belgique. Centre planétaire de réception et de redistribution, la Chine décide, en 2018, d'interdire l'importation dans le pays de 24 sortes de déchets. Cette nouvelle législation chinoise chamboulerait, selon le magazine Neon, toute l'économie planétaire du tri. La décision chinoise a pour conséquence de transférer vers d'autres pays d'Asie du Sud-Est comme le Vietnam, l’Indonésie ou la Malaisie le traitement des déchets. Ces pays ne disposent pourtant pas d'infrastructures suffisantes. Depuis, plusieurs pays comme la Malaisie ou les Philippines ont décidé de ne plus réceptionner les déchets en provenance du reste du monde.
L'exportation de déchets dangereux est strictement interdite en dehors des pays de l'OCDE. Le durcissement des normes a entraîné une forte augmentation du coût du traitement des déchets industriels. Afin d'y échapper, des filières illégales d'exportation de produits dangereux se sont multipliées. En juin 2017, Interpol supervise la plus grande opération jamais organisée alors, en collaboration avec 43 pays. Le bilan de cette opération est la saisie de 1,4 million de tonnes de produits hors d'usage, dont 332 tonnes en France. En avril 2021, les douanes françaises empêchent l’exportation illégale de plus de 400 tonnes de déchets.